# Avery Brundage

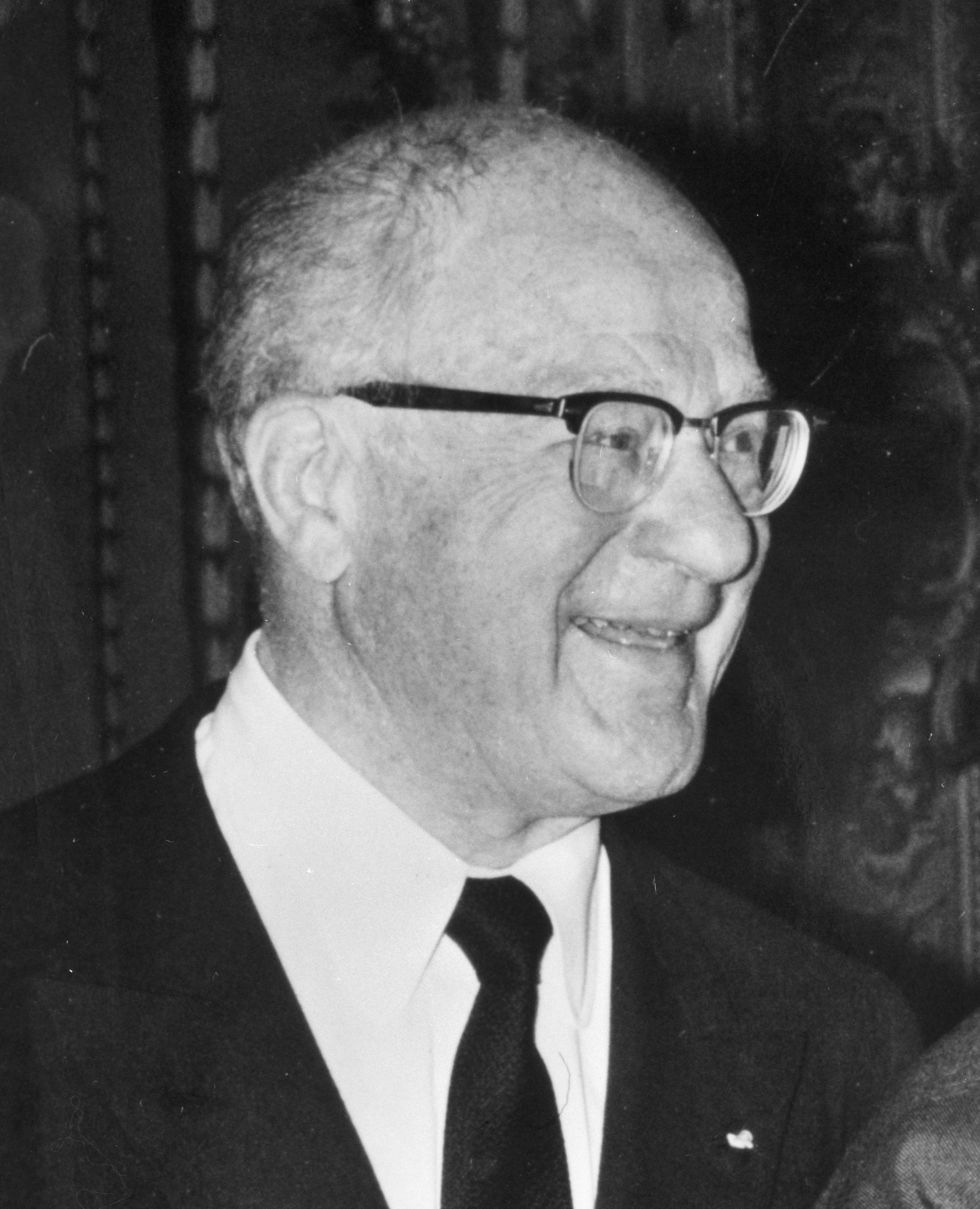
Brundage (1964)

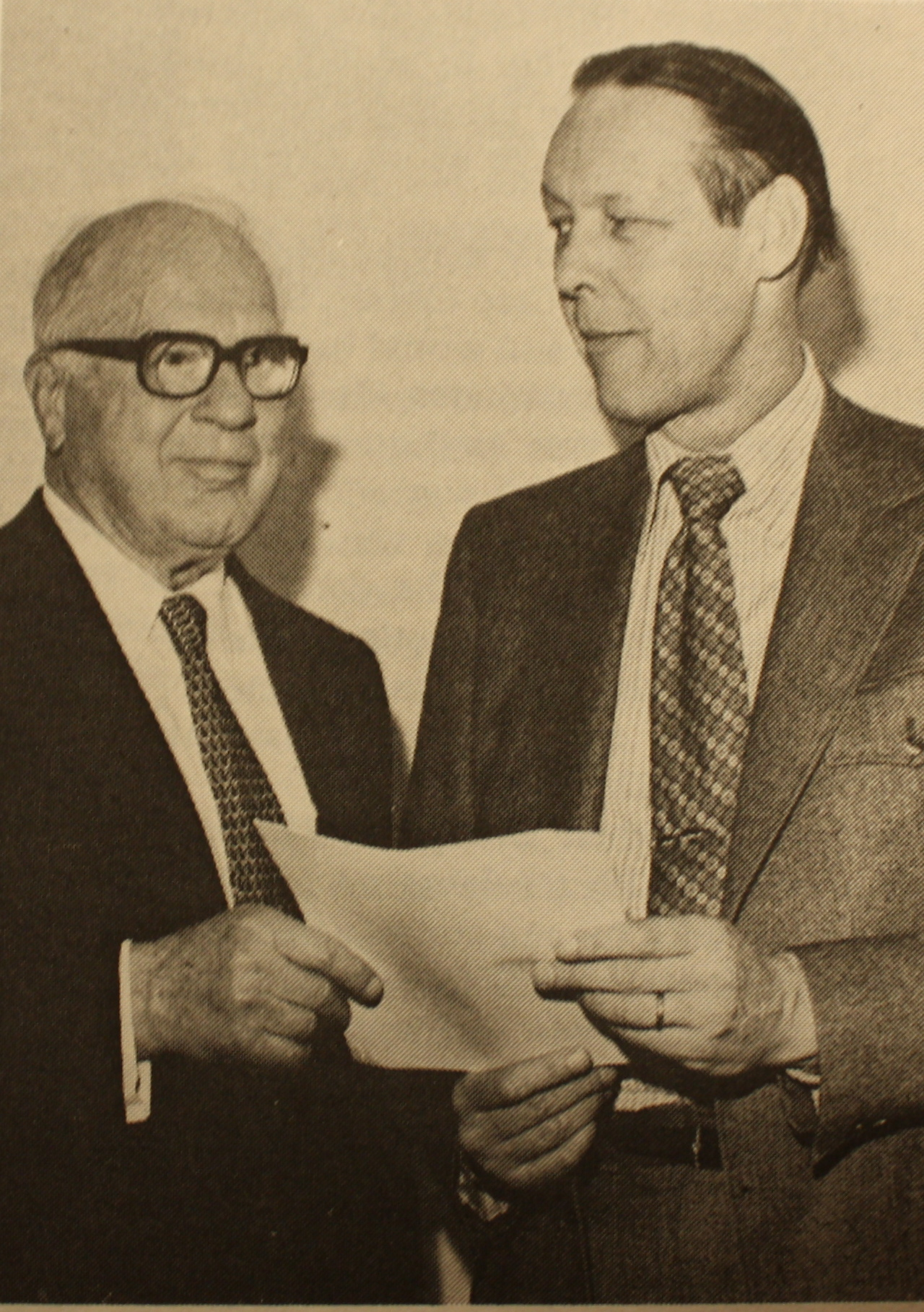
Brundage (links) mit John Corbally, dem Präsidenten der University of Illinois, bei der Bekanntgabe der Avery-Brundage-Stipendien (1974)

Brundages Unterschrift

Avery Brundage [ˈeɪvri ˈbrʌndɨdʒ] (* 28. September 1887 in Detroit, Michigan; † 8. Mai 1975 in Garmisch-Partenkirchen, Deutschland) war ein US-amerikanischer Sportfunktionär, Unternehmer, Kunstmäzen und Leichtathlet. Von 1952 bis 1972 war er der insgesamt fünfte und erste nichteuropäische Präsident des Internationalen Olympischen Komitees (IOC). In Erinnerung geblieben ist er vor allem als unnachgiebiger Verfechter des Amateurismus im Sport sowie wegen seiner umstrittenen Rolle im Zusammenhang mit den Sommerspielen 1936 und 1972.
Brundage entstammte einer Arbeiterfamilie aus Detroit. Als er fünf Jahre alt war, zog die Familie nach Chicago, wo der Vater seine Familie verließ. Überwiegend von Verwandten großgezogen, studierte Brundage Ingenieurwissenschaften an der University of Illinois, wo er auch als Sportler erfolgreich war. Er nahm an den Olympischen Spielen 1912 teil und erreichte im Fünfkampf den sechsten Platz. Zwischen 1914 und 1918 wurde er dreimal US-amerikanischer Meister. Nach Studienabschluss gründete er ein Bauunternehmen, durch das er zu Wohlstand gelangte.
Nach Beendigung seiner aktiven Sportkarriere erlangte Brundage als Sportfunktionär in verschiedenen Verbänden rasch Einfluss. Er setzte sich entschieden gegen einen Boykott der Sommerspiele 1936 ein, die vor der Machtergreifung der NSDAP an Berlin vergeben worden waren. Obwohl Brundage durchsetzen konnte, dass eine US-amerikanische Delegation dorthin entsandt wurde, blieb ihre Teilnahme bis heute kontrovers. Im selben Jahr wurde er in das IOC gewählt und gehörte sogleich zu den einflussreichsten Mitgliedern der olympischen Bewegung.
1952 folgte Brundages Wahl zum IOC-Präsidenten. In dieser Funktion verfolgte er rigoros Verstöße gegen den Amateurismus und wehrte sich gegen jegliche Kommerzialisierung der Olympischen Spiele, selbst als seine Ansichten immer weniger mit den Realitäten des modernen Sports übereinstimmten. Seine letzten Spiele als Präsident im Jahr 1972 wurden von dem Münchner Olympia-Attentat überschattet. Brundage prangerte die Politisierung des Sports an und weigerte sich, die Spiele abzubrechen („die Spiele müssen weitergehen“) – eine Haltung, die in verschiedenen Kreisen auf Kritik stieß. Als Privatmann war Brundage Sammler von asiatischen Kunstwerken, mit seinen Schenkungen begründete er das Asian Art Museum in San Francisco.

## Jugend und Leichtathletik-Karriere
Der in Detroit geborene Avery Brundage war der Sohn von Charles Brundage und dessen Ehefrau Amelia, geborene Lloyd. Die Familie zog nach Chicago um, als er fünf Jahre alt war. Der Vater, ein Steinmetz, verließ bald darauf die Familie. Avery und sein jüngerer Bruder Chester wurden hauptsächlich von Tanten und Onkeln großgezogen. 1901 gewann Avery Brundage als 13-Jähriger einen Aufsatzwettbewerb und durfte zur zweiten Amtseinführung von US-Präsident William McKinley reisen. In Chicago besuchte er die Sherwood Public School und danach die R. T. Crane Manual Training School, eine technisch orientierte Highschool. Bevor er sich morgens mit öffentlichen Verkehrsmitteln auf den elf Kilometer langen Schulweg begab, trug er Zeitungen aus. Obwohl die Schule über keine Sportanlagen verfügte, stellte Brundage in der Schulwerkstatt seine eigenen Sportgeräte her, darunter eine Kugel für das Kugelstoßen und einen Hammer für den Hammerwurf. In seinem letzten Schuljahr schrieben Zeitungen über den zukünftigen Leichtathletik-Star Brundage. Gemäß einem 1980 in Sports Illustrated erschienenen Artikel des Sportjournalisten William Oscar Johnson war Brundage „die Art von Mann, die von Horatio Alger verewigt worden wäre – das ramponierte und benachteiligte amerikanische Straßenkind, das aufstieg, um in der Gesellschaft von Königen und Millionären zu blühen“.
1905 schrieb sich Brundage nach dem Schulabschluss an der University of Illinois ein, wo er ein beschwerliches Programm von Ingenieurkursen bewältigte. Vier Jahre später schloss er mit Auszeichnung ab. Er schrieb Artikel für verschiedene Studentenpublikationen und war ein aktiver Sportler. Brundage spielte Basketball und gehörte der Leichtathletikmannschaft der Universität an; hinzu kamen verschiedene weitere Schulsportaktivitäten. In seinem Abschlussjahr trug er maßgeblich zum Leichtathletik-Meistertitel der University of Illinois in der Western Conference bei, wobei unter anderem die von Amos Alonzo Stagg trainierte University of Chicago geschlagen werden konnte.

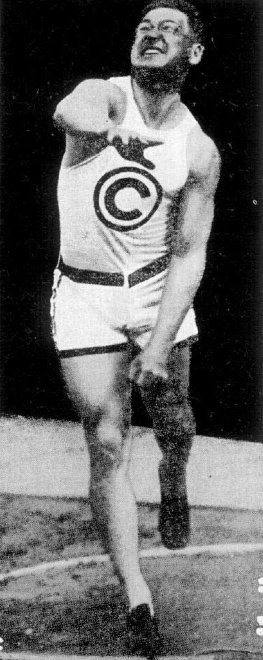
Brundage bei den Mehrkampfmeisterschaften 1916 in Newark (New Jersey)

Nach der Graduierung arbeitete Brundage drei Jahre lang als Baustellenleiter für das führende Architekturbüro Holabird & Roche. Während dieser Zeit überwachte er den Bau von Gebäuden im Wert von 7,5 Millionen Dollar, was drei Prozent des gesamten damaligen Bauvolumens in Chicago entsprach. Brundage konnte die Korruption in der Bauwirtschaft Chicagos nicht leiden; sein Biograf Allen Guttmann weist darauf hin, dass der junge Ingenieur in einer Position war, die es ihm ermöglicht hätte, von Einflussnahme zu profitieren – sein Onkel Edward J. Brundage führte in der North Side von Chicago die Republikanische Partei an und war später Attorney General des Bundesstaates Illinois. Avery Brundage nahm erfolgreich an verschiedenen Leichtathletikveranstaltungen teil. 1910 wurde er als Mitglied der Chicago Athletic Association (CAA) Dritter der amerikanischen Mehrkampfmeisterschaften (Vorläufer des heutigen Zehnkampfs) und setzte sein Training im Hinblick auf die Olympischen Spiele 1912 in Stockholm fort.
Bei seiner einzigen Teilnahme an Olympischen Spielen wurde Brundage Sechster im Fünfkampf und 22. im Diskuswurf. Im Zehnkampf lag er nach acht Disziplinen weit hinter der Spitze zurück und brach den Wettkampf ab, was er später stets bedauerte. Im Fünfkampf rückte er einen Rang nach vorne, nachdem Olympiasieger Jim Thorpe disqualifiziert worden war. Thorpe hatte für Geld Baseball gespielt und galt somit nicht als Amateur. Während seiner gesamten Amtszeit als IOC-Präsident weigerte sich Brundage, seinen Landsmann zu rehabilitieren. Das IOC tat dies erst 1982 nach dem Tod beider Männer. Brundages Weigerung führte zu Vorwürfen, er hege einen Groll, weil er in Stockholm geschlagen worden sei.
Zurück in Chicago, nahm Brundage eine Anstellung als Baustellenleiter für John Griffith and Sons Contractors an. Zu den Gebäuden, an denen er für Griffith arbeitete, gehören das Cook County Hospital, das Hotel Morrison, das Monroe Building und das Lagerhaus der National Biscuit Company. 1915 machte er sich selbständig und gründete die Avery Brundage Company, bei der sein Onkel Edward als Direktor tätig war (siehe auch das Kapitel „Bauunternehmer“). Brundage setzte seine sportliche Karriere fort. In den Jahren 1914, 1916 und 1918 wurde er US-amerikanischer Mehrkampfmeister. Später begann er American Handball zu spielen und gehörte zu den zehn besten Spielern des Landes. 1934, im Alter von bereits 46 Jahren, gewann er eines von zwei Spielen gegen Angelo Trulio, der kurz zuvor nationaler Meister gewesen war.

## Sportfunktionär

### Wachsender Einfluss
Als sich seine Leichtathletik-Karriere dem Ende zuneigte, begann Brundage als Sportfunktionär tätig zu werden – zuerst beim CAA, dann bei der Central Amateur Athletic Association (bei der die CAA Mitglied war) und ab 1919 bei der Amateur Athletic Union (AAU). Die AAU rang mit der National Collegiate Athletic Association (NCAA) um die Vormachtstellung im Amateursport in den USA. Unter dieser Auseinandersetzung litten vor allem die Athleten selbst, da die beiden Verbände all jenen mit Suspendierung drohten, die zu Veranstaltungen der rivalisierenden Organisation antraten. Ein anderer Konfliktherd war das Nationale Olympische Komitee der USA, das damals noch American Olympic Committee (AOC) hieß. Diese von der AAU dominierte Organisation wurde ursprünglich nur alle vier Jahre einberufen, jeweils kurz vor und während der Olympischen Spiele, um die Athleten zu nominieren und sie an den Austragungsort zu bringen. 1920 kam es zu einem Eklat, als das AOC einen ausgedienten Truppentransporter mietete, um das amerikanische Team der Olympischen Spiele 1920 in Antwerpen nach Hause zu holen. Doch die meisten Teammitglieder zogen es vor, eine Passage auf einem Ozeandampfer zu buchen. Als Reaktion darauf gründete die AAU die American Olympic Association (AOA), die auch zwischen den Spielen tätig war und die Mitglieder des AOC bestimmte. 1928, nach dem Rücktritt des damaligen AOA-Präsidenten Douglas MacArthur, trat Brundage dessen Nachfolge an. Er wurde auch zum Präsidenten des AOC gewählt, ein Amt, das er über 20 Jahre lang ausübte.
1925 erfolgte die Wahl Brundages zum Vizepräsidenten der AAU und zum Vorsitzenden des Komitees für American Handball. Nach einem Jahr als 1. Vizepräsident wurde er 1928 zum Präsidenten gewählt. Dieses Amt übte er bis 1935 aus (mit Ausnahme einer einjährigen Pause im Jahr 1933). In dieser Position gelang es ihm, zwischen NCAA und AAU eine Einigung zu erzielen. Erstere erhielt das Recht zugesprochen, College-Studenten als Amateure zu zertifizieren, und konnte mehr Vertreter in der Geschäftsleitung der AOA stellen.
Brundage legte rasch ein Verhalten an den Tag, das der Sportjournalist Roger Butterfield in einem 1948 im Magazin Life erschienenen Artikel als „diktatorisches Temperament“ bezeichnete. 1929 erklärte der Leichtathletik-Star Charles Paddock, dass Brundage und andere Funktionäre ihn als Zuschauerattraktion einsetzten, um für das AOC Geld zu verdienen, während sie ihn schlecht behandelten. Im Gegenzug warf Brundage Paddock vor, er verbreite Unwahrheiten und betreibe „Sensationsmache der übelsten Art“. Paddock entzog sich Brundages Einfluss, indem er zum Profisport wechselte. Bald nachdem die Leichtathletin Mildred Didrikson bei den Sommerspielen 1932 in Los Angeles drei Medaillen gewonnen hatte, erschien sie in einer Automobil-Werbeanzeige und die von Brundage geführte AAU suspendierte kurzerhand ihren Amateurstatus. Didrikson erhob den Einwand, sie sei gar nicht bezahlt worden und die Regeln zur Aufrechterhaltung des Amateurstatus seien ohnehin zu komplex. In seinem ersten von zahlreichen über die Medien ausgetragenen Konflikten mit Sportlerinnen entgegnete Brundage, er selber habe nie irgendwelche Probleme mit den Regeln gehabt, als er ein olympischer Athlet gewesen war, und fügte hinzu: „Wissen Sie, die antiken Griechen hielten Frauen von ihren athletischen Wettbewerben fern. Sie ließen sie nicht einmal an die Seitenlinien. Ich bin mir nicht ganz sicher, aber ich denke, sie hatten wohl recht.“ Butterfield zufolge misstraute Brundage Sportlerinnen, da er den Verdacht hegte, bei einigen von ihnen handle es sich um verkleidete Männer. Brundage prozessierte und verlor für das Amerikanische Olympische Komitee gegen das Organisationskomitee der Spiele von 1932, da er einen Anteil des Überschusses der Spiele einforderte. Das Gericht entschied jedoch, dass das Organisationskomitee nichts abzugeben brauche, da es allein das finanzielle Risiko der Spiele getragen hatte.

### Olympische Spiele 1936

#### Kampf gegen einen Boykott

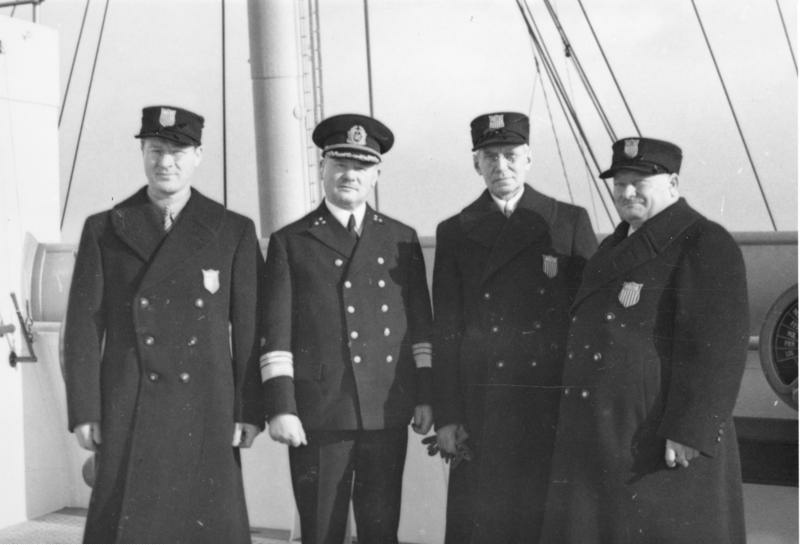
Brundage (links) mit anderen Offiziellen und Kapitän Leopold Ziegenbein an Bord der Bremen, auf dem Weg zu den Winterspielen 1936 in Garmisch

Im Mai 1931 hatte das IOC die Sommerspiele 1936 an die deutsche Hauptstadt Berlin vergeben. Mehrere IOC-Mitglieder wiesen darauf hin, dass sie mit diesem Schritt die demokratische Regierung, die aufgrund der Weltwirtschaftskrise von den politischen Extremen zunehmend unter Druck geriet, unterstützen würden. Nach der Reichstagswahl am 31. Juli 1932 erschien die Durchführung jedoch ungewiss. Die von Adolf Hitler angeführte NSDAP war stärkste Partei geworden und zeigte zunächst wenig Interesse am internationalen Sport. Stattdessen zog sie „deutsche Spiele“ vor, um nicht gegen ihrer Meinung nach „minderwertige Rassen“ wie Juden, Slawen und Menschen afrikanischer Herkunft antreten zu müssen. Nach der Machtergreifung der Nationalsozialisten am 30. Januar 1933 gab es Überlegungen, die Olympischen Spiele anderweitig zu vergeben.
Die Nationalsozialisten misstrauten Theodor Lewald, dem Vorsitzenden des Organisationskomitees, da er einen jüdischen Vater (seine Tante Fanny Lewald war eine prominente Jüdin)  hatte, erkannten aber bald das propagandistische Potenzial der Olympischen Spiele. Lewald hatte vorgehabt, die Spiele mit einem bescheidenen Budget zu bestreiten; nun aber wurden die Ressourcen des Staates in das Vorhaben gesteckt. Angesichts des massiv zunehmenden Antisemitismus gab es wiederholt Forderungen, die Olympischen Spiele an ein anderes Land zu vergeben oder zu boykottieren. Als führendes Mitglied der olympischen Bewegung in den USA erhielt Brundage zahlreiche Briefe und Telegramme, die ihn zum Handeln aufforderten. Eine breite Koalition, aus der die Fair-Play-Bewegung hervorging, bezweifelte die Einhaltung und Achtung der Olympischen Charta und forderte Chancengleichheit für alle Teilnehmer, unabhängig von Konfession und „Rasse“. Das IOC versuchte diesen Forderungen nachzukommen. 1933 schrieb IOC-Präsident Henri de Baillet-Latour an Brundage: „Ich persönlich mag die Juden und ihren Einfluss nicht, aber ich werde nicht zulassen, dass sie auf irgendeine Weise belästigt werden.“ Laut dem Historiker Christopher Hilton hatten „Baillet-Latour und seine Umgebung keine Ahnung, was auf sie zukam, und wenn die deutschen [IOC-]Delegierten ihnen laufend Zusicherungen gaben, was sollten sie denn anderes tun, als diese zu akzeptieren?“ Baillet-Latour war gegen einen Boykott, ebenso Brundage, der 1933 erfahren hatte, dass er für eine IOC-Mitgliedschaft in Betracht gezogen wurde. Laut Carolyn Marvin war Brundages politisches Weltbild von der Vorstellung geprägt, der Kommunismus sei ein Übel, neben dem alle anderen Übel unbedeutend seien; er habe Hitler bewundert, weil dieser den Kommunismus zurückgedrängt und im Deutschen Reich Wohlstand und Ordnung wiederhergestellt habe.
Beteuerungen der Nationalsozialisten, im Sport gebe es keine Diskriminierung, standen in krassem Gegensatz zu ihren Taten, wozu insbesondere der Ausschluss von Juden aus Sportvereinen gehörte. Im September 1934 reiste Brundage nach Deutschland, um sich ein Bild von der Lage zu machen. Er traf sich mit Regierungsvertretern, durfte mit jüdischen Vertretern aber nur in Begleitung sprechen. An einer Sitzung im Hotel Kaiserhof fragte er die jüdische Delegation, ob Juden in deutschen Sportvereinen Mitglied werden könnten. Als dies verneint wurde, antwortete er, dass „in meinem Verein in Chicago Juden ebenfalls nicht zugelassen“ seien. Da er davon ausging, dass genau wie in den USA Juden eigene Sportvereine hätten, vermochte er keine Diskriminierung zu erkennen. Nach seiner Rückkehr berichtete Brundage: „Ich erhielt die schriftliche Zusicherung … dass es keine Diskriminierung von Juden geben wird. Man kann nicht mehr als das verlangen und ich denke, dass die Garantie erfüllt werden wird.“ Brundages Reise heizte die Kontroverse um die Frage der amerikanischen Teilnahme nur noch weiter an. Der Kongressabgeordnete Emanuel Celler meinte, Brundage habe sein Urteil bereits vor der Abreise aus Amerika festgelegt. Dessen ungeachtet stimmte das AOC am 26. September 1934, gestützt auf Brundages Bericht, dem Antrag zu, ein US-amerikanisches Team nach Berlin zu entsenden.
Angesichts der weitverbreiteten Diskriminierung schien es immer offensichtlicher, dass kein Jude in die deutsche Olympiamannschaft aufgenommen werden würde. Brundage bemerkte dazu, bisher hätten nur gerade zwölf Juden das Deutsche Reich vertreten und es wäre daher kaum überraschend, wenn es 1936 überhaupt keiner täte. Die Boykottbefürworter richteten nach dem abschlägigen Beschluss des AOC ihr Augenmerk auf die AAU. Sie hofften, dass diese Organisation, obwohl sie ebenfalls von Brundage präsidiert wurde, keine Athleten für Berlin nominieren würde. Bei der AAU-Sitzung im Dezember 1934 fand keine Abstimmung über einen Boykott statt; Brundage strebte keine Wiederwahl an und die Delegierten wählten Jeremiah T. Mahoney zum neuen Präsidenten. Die Boykottfrage verschwand vorübergehend in der Versenkung, doch Berichte über neue Diskriminierungen von Juden im Juni 1935 heizten die Stimmung wieder an, woraufhin auch Mahoney einen Boykott befürwortete. Im Oktober 1935 forderte Baillet-Latour die drei amerikanischen IOC-Mitglieder William May Garland, Charles H. Sherrill und Ernest L. Jahncke auf, alles in ihrer Macht Stehende zu unternehmen, um die Teilnahme der USA sicherzustellen. Während Garland und Sherrill zustimmten, lehnte Jahncke ab und kündigte an, er werde einen Boykott unterstützen. Auf Bitten von Baillet-Latour führte Brundage die Anti-Boykott-Kampagne an. „Die Olympischen Spiele gehören den Athleten und nicht den Politikern“, war einer seiner Argumente. Beim AAU-Kongress am 8. Dezember 1935 stimmten die Delegierten schließlich mit 58 zu 56 Stimmen der Teilnahme zu; Brundage hatte die Abstimmung um einen Tag verschoben, um mit weiteren herbeigerufenen Delegierten ein ihm genehmes Ergebnis zu erreichen. Der siegreiche Brundage forderte einige seiner Gegner zum Rücktritt auf. Nicht alle kamen dieser Forderung nach, Mahoney hingegen schon.
Brundage glaubte, die Boykott-Kontroverse könne effektiv für Fundraising verwendet werden. Er schrieb dazu: „Die Tatsache, dass die Juden gegen uns sind, wird das Interesse Tausender Leute wecken, die zuvor nie beteiligt waren, wenn sie richtig angegangen werden.“ Im März 1936 schrieb er dem Werbemogul Albert Lasker (einem Juden) und beschwerte sich, dass „eine große Anzahl fehlgeleiteter Juden noch immer darauf bestehen, die Aktivitäten des Amerikanischen Olympischen Komitees zu behindern. Das Ergebnis ist natürlich eine erhöhte Unterstützung durch die 120 Millionen Nichtjuden in den Vereinigten Staaten, da dies ein patriotisches Vorhaben ist.“ In einem weiteren Brief, den David Large als „plump“ bezeichnet, war Brundage der Ansicht, dass die Juden mit der finanziellen Unterstützung der amerikanischen Teilnahme bei den Olympischen Spielen den Antisemitismus in den USA verringern könnten. Lasker ging nicht auf diese Erpressung ein und antwortete Brundage: „Sie beleidigen grundlos nicht nur Juden, sondern auch die Millionen von patriotischen Christen in Amerika, in deren Namen Sie ohne Berechtigung zu sprechen wagen und die Sie in Ihrem Brief auf derart tragische Weise falsch darstellen.“ Mit einer Kampfschrift Fair Play for American Athletes wandte Brundage sich an die amerikanische Öffentlichkeit, um die Entsendung der Mannschaften nach Deutschland finanzieren zu können, und schrieb, dass „amerikanische Athleten sich nicht in die gegenwärtige ‚Jew-Nazi altercation‘ (‚Auseinandersetzung zwischen Juden und Nazis‘) einmischen sollten“.

#### In Berlin

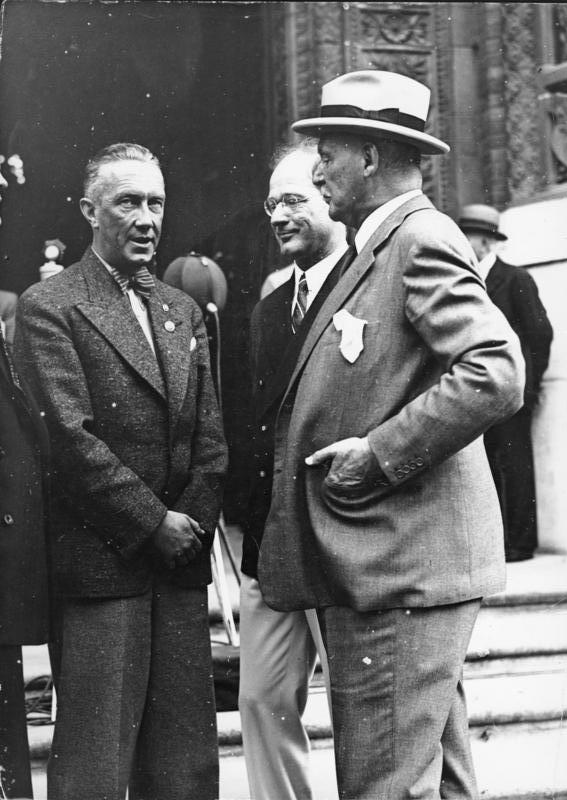
Von links nach rechts: Julius Lippert, Avery Brundage und Theodor Lewald in Berlin (1936)

Am 15. Juli 1936 schiffte sich das US-amerikanische Kontingent von Sportlern und Offiziellen, angeführt von Brundage, in New York ein. Unmittelbar nach der Ankunft in Hamburg sorgte Brundage für Schlagzeilen, als er und das AOC die Schwimmerin Eleanor Holm (1932 Olympiasiegerin im 100-Meter-Rückenschwimmen) wegen Fehlverhaltens an Bord der Manhattan aus dem Team ausschlossen. Es gab widersprüchliche Gerüchte und Berichte über Holms Aktivitäten. So soll sie mit dem Drehbuchautor Charles MacArthur (der ohne seine Ehefrau, die Schauspielerin Helen Hayes, reiste) „eine ganze Nacht durchgemacht haben“. Brundage besprach die Angelegenheit mit anderen AOC-Mitgliedern und stellte Holm zur Rede. Nachdem sie vergeblich um die Wiederaufnahme gebeten hatte, blieb sie als Journalistin in Berlin, obwohl das AOC versucht hatte, sie nach Hause zu schicken. Einige Jahre später behauptete Holm, Brundage habe sie suspendiert, weil sie ihn zurückgewiesen habe, als er ihr einen unsittlichen Antrag gemacht hatte. Laut Guttmann hatte Brundage seither stets den Ruf, ein „Spielverderber“ zu sein. Butterfield führt weiter auf, aufgrund der Bemühungen von Sportjournalisten, die Holm begleiteten, sei Brundage „als Tyrann, Snob, Heuchler, Diktator und Langweiler berühmt“ geworden, ebenso als „so ziemlich der gemeinste Mann der gesamten Sportwelt“.
Am 30. Juli 1936, sechs Tage nach der Ankunft des US-amerikanischen Teams in Deutschland, traf sich das IOC in Berlin zu einer Sitzung und schloss Jahncke aufgrund seiner Unterstützung der Boykottbewegung einstimmig aus. Für die Vereinigten Staaten waren zwei Sitze vakant, da Sherrill im Juni verstorben war, doch das Protokoll hält ausdrücklich fest, dass Brundage anstelle von Jahncke gewählt wurde.
Für die US-amerikanische 4-mal-100-Meter-Staffel waren ursprünglich Sam Stoller und Marty Glickman vorgesehen, zwei jüdische Athleten. Nachdem Jesse Owens seine dritte von vier Goldmedaillen gewonnen hatte, wurden sie aus dem Aufgebot entfernt und durch Owens sowie Ralph Metcalfe ersetzt. Trainer Lawson Robertson begründete dies damit, dass die Deutschen ihr Team verstärkt hätten. Die Staffel stellte sowohl im Vorlauf als auch im Finale einen Weltrekord auf und lag jeweils weit vor den Italienern und den Deutschen. Weder Stoller noch Glickman (die einzigen Juden im Leichtathletikteam) glaubten der Begründung ihres Trainers. Stoller vermutete Begünstigung, da die zwei anderen Staffelläufer, Foy Draper und Frank Wykoff, an der University of Southern California von Dean Cromwell, einem Assistenten Robertsons, trainiert wurden. Glickman hielt Antisemitismus für wahrscheinlicher und war in späteren Jahren davon überzeugt, dass Brundage den Austausch angeordnet hatte, da „er und Cromwell mit den Nazis sympathisierten“. Nach Stollers Tod im Jahr 1998 sagte der damalige USOC-Vorsitzende William J. Hybl: „Ich war Staatsanwalt. Ich bin es gewohnt, Beweise zu untersuchen. Die Beweise waren da.“ Um welche Beweise es sich handelte, ließ er jedoch offen. In seinem Abschlussbericht bezeichnete Brundage die Kontroverse als „absurd“. Er wies darauf hin, dass Glickman und Stoller bei den Vorausscheidungen in New York den 5. bzw. 6. Platz erzielt hatten und der Staffelsieg die Entscheidung bestätigt habe.

### Der Weg zur IOC-Präsidentschaft

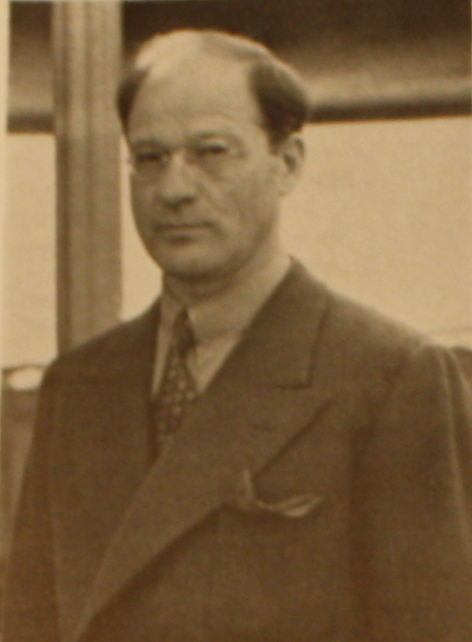
Brundage um 1941

Brundages erste IOC-Session als amtierendes Mitglied war im Juni 1937 in Warschau. IOC-Vizepräsident Godefroy de Blonay war verstorben, an seine Stelle rückte der Schwede Sigfrid Edström nach. Brundage wiederum übernahm Edströms Position in der Geschäftsleitung. Im Kampf gegen den Boykott war Edström Brundages Verbündeter gewesen. Er hatte ihm geschrieben, dass er zwar keine Verfolgung der Juden wünsche, als „intelligentes und skrupelloses Volk“ hätten sie jedoch „innerhalb gewisser Grenzen gehalten“ werden müssen. Einem deutschen Korrespondenten schrieb Brundage, er bedauere, dass Leni Riefenstahls Dokumentarfilm Olympia in den USA nicht kommerziell gezeigt werden könne, „da die Kinos und Filmgesellschaften fast alle im Besitz von Juden“ seien.
Die Spiele in Berlin hatten Brundages Bewunderung für das Deutsche Reich verstärkt. Im Oktober 1936 sagte er bei einer Veranstaltung des Amerikanischen Bundes im Madison Square Garden: „Vor fünf Jahren waren sie [die Deutschen] entmutigt und demoralisiert – heute sind sie vereint – sechzig Millionen Menschen, die an sich selbst und an ihr Land glauben …“ 1938 erhielt sein Bauunternehmen den Auftrag, in Washington, D.C. eine neue deutsche Botschaft zu errichten, was jedoch wegen des Zweiten Weltkriegs nicht ausgeführt werden konnte; diesen Bauauftrag für sein Bauunternehmen zu bekommen, soll mit ein Grund gewesen sein, weshalb sich Brundage für Berlin als Austragungsort 1936 aussprach. Brundage schloss sich dem Komitee Keep America Out of War („Haltet Amerika aus dem Krieg heraus“) an und wurde Mitglied des America First Committee. Aus beiden Organisationen trat er am Tag nach dem Angriff auf Pearl Harbor aus.
Die Olympischen Spiele 1940 fielen kriegsbedingt aus. Brundage strebte danach, als eine Art Ersatz, Spiele der westlichen Hemisphäre zu organisieren. Im August 1940 nahm er in Buenos Aires an einem Sportkongress teil, wo über die Möglichkeit der Austragung Panamerikanischer Spiele diskutiert wurde. Bei seiner Rückkehr traf er Vorkehrungen für die Umbenennung der AOA in United States of America Sports Federation. Diese wiederum würde das United States Olympic Committee (wie das AOC neu heißen sollte) organisieren, ebenso ein anderes Komitee, das für die amerikanische Teilnahme an den Panamerikanischen Spielen zuständig sein würde. Brundage war eines der ersten Mitglieder der internationalen Pan-American Games Commission; die Austragung der ersten Spiele in Buenos Aires verzögerte sich bis 1951. Trotz seiner Rolle bei ihrer Gründung betrachtete Brundage die Panamerikanischen Spiele als Nachahmung, ohne wirkliche Verbindung zur Antike.
Durch den Krieg zerbrach das IOC geographisch und politisch. Baillet-Latour steckte im deutsch besetzten Belgien fest, während Brundage und Vizepräsident Edström ihr Bestes gaben, um die Kommunikationswege zwischen den IOC-Mitgliedern offen zu halten. Laut Guttmann betrachteten sich Brundage und Edström als „Hüter der heiligen Flamme, Beschützer eines Ideals, in dessen Namen sie bereit waren, wieder aktiv zu werden, sobald der Wahnsinn endete.“ Baillet-Latour starb im Januar 1942; daraufhin übernahm Edström die präsidialen Aufgaben, obwohl er sich weiterhin als Vizepräsident bezeichnete. Er und Brundage warteten nicht das Kriegsende ab, um die olympische Bewegung wieder aufzubauen. Brundage verschickte sogar Hilfspakete an IOC-Mitglieder an Orten in Europa, wo Nahrungsmittel knapp waren. 1944 zeigte sich Edström angesichts seines fortgeschrittenen Alters besorgt, wer das IOC im Falle seines Todes anführen würde, und schlug vor, für Brundage den Posten eines 2. Vizepräsidenten zu schaffen. Eine briefliche Abstimmung jener IOC-Mitglieder, die erreicht werden konnten, bestätigte im folgenden Jahr die Ernennung. Als Edström im September 1946 in Lausanne anlässlich der ersten IOC-Session der Nachkriegszeit zum Präsidenten gewählt wurde, rückte Brundage als 1. Vizepräsident nach.
Als Vizepräsident gehörte Brundage einer 1948 von der IOC-Session in London eingesetzten Kommission an, die prüfen sollte, ob die in Athen ausgerichteten Olympischen Zwischenspiele 1906 als vollwertige Olympische Spiele anerkannt werden sollten. Alle drei Mitglieder der später so bezeichneten Brundage-Kommission stammten aus der westlichen Hemisphäre und trafen sich im Januar 1949 in New Orleans. Die Kommission kam zum Schluss, dass mit der Anerkennung der Zwischenspiele 1906 keine Vorteile verbunden wären; ein solcher Schritt könnte womöglich einen peinlichen Präzedenzfall schaffen. Das IOC nahm den Bericht an, als es im selben Jahr in Rom zusammentraf.
Brundage setzte sich entschieden für die 1950 erfolgte Haftentlassung von Karl Ritter von Halt, einem ehemaligen hochrangigen Sportfunktionär des NS-Staates, ein. 
Edström beabsichtigte, nach den Sommerspielen 1952 in Helsinki zurückzutreten. Brundages Rivale für das Amt des Präsidenten war der Brite Lord Burghley (der spätere Marquess of Exeter), Olympiasieger über 400 Meter Hürden im Jahr 1928 und Präsident der IAAF. Die Wahl fand anlässlich der IOC-Session vor den Spielen in der finnischen Hauptstadt statt. Obwohl Brundage der Kandidat der Geschäftsleitung war, stieß er bei einigen IOC-Mitgliedern auf Ablehnung, während andere einen europäischen Präsidenten bevorzugten. Während der Abstimmung geschriebene Notizen ergaben, dass Brundage sich erst im 25. Wahlgang mit 30 zu 17 Stimmen gegen Lord Burghley durchsetzen konnte.

## IOC-Präsident (1952 bis 1972)

### Amateurismus

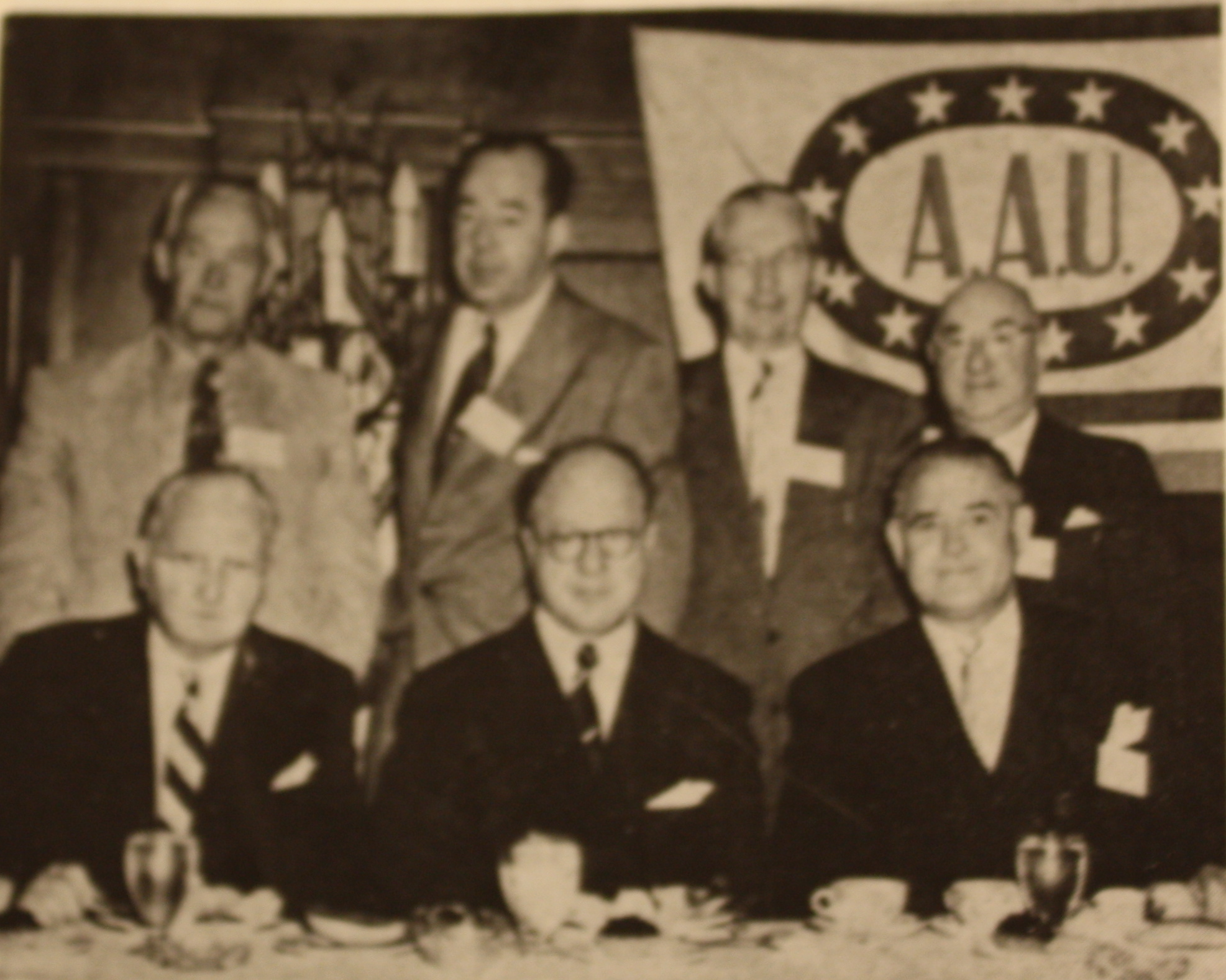
Brundage (Mitte, sitzend) umgeben von Funktionären der Amateur Athletic Union (1963)

Während seiner gesamten Karriere als Sportfunktionär war Brundage laut Guttmann „unbestreitbar ein Idealist“. Der Sport, so Brundage, stehe mit seinem festen Regelwerk und dem Geist des Fairplay über der Politik, die dem Gesetz des Dschungels folge. Um dieses Ideal zu erreichen, müsse ein Athlet Amateur sein und aus Liebe zum Sport zum Wettkampf antreten, ohne Gedanken an Belohnung oder Bezahlung jeglicher Art. Profisportler hingegen seien Teil der Unterhaltungsindustrie. Der Amateurismus wiederum sei ein Ausdruck des Konzepts des Universalgelehrten der Renaissance – mit Fähigkeiten auf vielen Gebieten, aber nirgends ein Spezialist.
Da die Definition von „Amateur“ je nach Sportart unterschiedlich war, drehten sich die Auseinandersetzungen, in die Brundage verwickelt war, um die Frage, welche Bezahlung oder Belohnung noch akzeptabel sei, um den Amateurstatus nicht zu verlieren. Einige Sportarten hatten eine liberalere Haltung als andere. 1948 waren beispielsweise im Tennis Spesenzahlungen bis zu 600 Dollar je Turnier erlaubt, im Boxen wertvolle Sachpreise. Die Durchsetzung dieser Regeln gehörte oft zu den Zuständigkeiten der Nationalen Olympischen Komitees (NOK), welche die Regeln nach Bedarf weniger streng auslegten, wenn sie dadurch ihren eigenen Athleten einen Vorteil verschaffen konnten.
Nachdem er IOC-Präsident geworden war, aber auch zuvor, war Brundage in mehrere Kontroversen involviert, bei denen er Athleten beschuldigte, die Amateurregeln gebrochen zu haben, und sie bisweilen auch ausschloss. 1932 gehörte er einer Sonderkommission der IAAF an, die den finnischen Langstreckenläufer Paavo Nurmi von den Spielen in Los Angeles ausschloss, da er angeblich eine finanzielle Entschädigung angenommen hatte. Zu den Winterspielen 1948 in St. Moritz reisten zwei US-amerikanische Eishockeyteams an, nominiert von zwei rivalisierenden Sportverbänden. Obwohl Brundage gedroht hatte, das gesamte US-Olympiateam zurückzuziehen, akkreditierte das Schweizerische Olympische Comité (SOC) auf Empfehlung der Internationalen Eishockey-Liga (LIHG) die Auswahl der Amateur Hockey Association (AHA), die von Betreibern kommerzieller Eissporthallen unterstützt wurde. Das IOC erklärte das Eishockeyturnier für „nichtolympisch“ und betrachtete die LIHG als nicht mehr für das Amateur-Eishockey zuständig. Schließlich akzeptierte das IOC einen Kompromissvorschlag des SOC, die Ergebnisse des AHA-Teams nicht zu werten und die Suspendierung der LIHG erst nach Ende der Spiele in Kraft treten zu lassen. Damit galt das Eishockeyturnier doch noch als olympisch. Kurz vor den Winterspielen 1972 in Sapporo schloss Brundage den österreichischen Skirennläufer Karl Schranz wegen Werbeaktivitäten aus und bezeichnete ihn als „lebende Reklamesäule“. Der Ausschluss löste in Österreich eine Welle der Empörung aus. Bei seiner Rückkehr nach Wien wurde Schranz von Zehntausenden Menschen empfangen und von Bundeskanzler Bruno Kreisky ins Kanzleramt eingeladen.
Brundages Ansichten zum Amateurismus wurden immer offensichtlicher von der Entwicklung des modernen Sports überholt und galten zunehmend als Heuchelei. Insbesondere waren Athleten aus kommunistisch regierten Ländern eigentlich Staatsangestellte („Staatsamateure“), die effektiv die Möglichkeit erhielten, sich vollständig dem Sport zu widmen und deshalb nur dem Namen nach Amateure waren. In westlichen Ländern besaßen Sportler oft die Möglichkeit, sich als Sportsoldaten ausschließlich auf das Training zu konzentrieren. Gegen Brundages Willen änderte das IOC 1962 die Regeln und erlaubte den Sportverbänden, den Athleten Lohnausfallentschädigungen für die Zeit des Trainings zu zahlen; aber nur, wenn sie nahe Angehörige unterstützen mussten. 1972 forderte Brundage die Abschaffung der Olympischen Winterspiele, da er sie für hoffnungslos kommerzialisiert hielt. In seiner letzten Rede vor dem IOC, 1972 in München, hielt er an seiner Position fest: „Es gibt nur zwei Arten von Wettkämpfern. Jene freien und unabhängigen Einzelpersonen, die am Sport um des Sports willen interessiert sind, und jene, die finanzielle Gründe haben. Olympischer Ruhm ist Amateuren vorbehalten.“

### Kontroversen um Teilnahmen

#### Deutschland
1948 war an den Winterspielen in St. Moritz und an den Sommerspielen in London kein deutsches Team zugelassen. Nach der Gründung der Bundesrepublik Deutschland im Jahr 1949 war Brundage erpicht darauf, die Deutschen wieder in die olympische Bewegung zu integrieren. Das im selben Jahr gegründete Nationale Olympische Komitee für Deutschland trat an das IOC heran und bat um Anerkennung, es herrschte aber noch viel Abneigung gegenüber Deutschland. Kurz vor der IOC-Session 1951 in Wien (Brundage war damals noch Vizepräsident) wurde in der Deutschen Demokratischen Republik das Nationale Olympische Komitee für Ostdeutschland gegründet, das ebenfalls um Anerkennung ersuchte. Die Bundesrepublik und ihr NOK erhoben daraufhin den Alleinvertretungsanspruch für beide deutsche Staaten. Trotz langer Diskussionen konnte 1951 keine Einigung erzielt werden. Das IOC vertagte die Angelegenheit auf Februar 1952 und setzte eine Verhandlungsrunde in Kopenhagen an. Zwar war dort eine ostdeutsche Delegation anwesend, sie weigerte sich jedoch, an den Verhandlungen teilzunehmen. Edström sagte die Sitzung ab, nachdem IOC-Vertreter und die westdeutsche Delegation stundenlang vergeblich gewartet hatten. Das deutsche Team, das in diesem Sommer in Helsinki teilnahm, bestand ausschließlich aus Westdeutschen.
1954 unternahmen die Ostdeutschen einen weiteren Anlauf um Anerkennung. Nachdem Brundage Zusicherungen erhalten hatte, dass das NOK der DDR nicht von der Regierung geführt wurde, stimmte das IOC im folgenden Jahr dem Antrag zu, stellte aber die Bedingung, dass beide deutsche Staaten 1956 eine gemeinsame Mannschaft stellten. Die DDR entsandte 37 Athleten an die Sommerspiele 1956 in Melbourne, die getrennt von den Westdeutschen lebten und trainierten. Für die Sommerspiele 1960 in Rom beharrte das IOC auf einem gemeinsamen Team beider Staaten. Die DDR stellte 141 der 321 Athleten, die alle im selben Bereich des olympischen Dorfes lebten. Zur Freude Brundages schwärmte der italienische Präsident Giovanni Gronchi bei der Eröffnungsfeier, das IOC habe die deutsche Wiedervereinigung vollbracht, im Gegensatz zu den Politikern. Brundage antwortete: „Aber im Sport tun wir solche Dinge.“ Er betrachtete die deutsche Beteiligung als symbolhaft für das Potenzial der Olympischen Spiele, Spaltungen zu überwinden und Einigungen zu erzielen.
Trotz der Errichtung der Berliner Mauer ab August 1961, welche die Spannungen zwischen Ost und West erhöhte, gelang es Brundage, für die Sommerspiele 1964 in Tokio erneut ein gesamtdeutsches Team zu sichern. Dennoch strebten die Ostdeutschen mit Unterstützung von IOC-Mitgliedern aus Staaten des Warschauer Paktes nach einem eigenen Team. Ein Durchbruch gelang ihnen, als die IAAF ein getrenntes ostdeutsches Team zu den Leichtathletik-Europameisterschaften 1966 zuließ. Nachdem die DDR bei den Winterspielen 1968 in Grenoble erstmals eine eigene Mannschaft stellen konnte, erhielt das NOK der DDR am 1. November 1968 bei der IOC-Session 1968 in Mexiko-Stadt die vollständige Anerkennung. Ab 1972 durfte die DDR auch unter eigener Flagge antreten. Brundage hatte sich der Realität beugen müssen, betrachtete die Entwicklung aber als Niederlage für die olympischen Ideale.

#### Sowjetunion
Das Russische Kaiserreich hatte vor dem Ersten Weltkrieg an Olympischen Spielen teilgenommen. Die neu entstandene Sowjetunion verweigerte die Teilnahme, da sie diese als bourgeoise Veranstaltung betrachtete. Das IOC umwarb die Sowjetunion ab 1923, Brundage besuchte das Land 1934. Er war beeindruckt vom erreichten Fortschritt seit seinem letzten Besuch im Jahr 1912, nachdem er in Stockholm Teilnehmer gewesen war. Trotz seiner antikommunistischen Haltung wünschte Brundage den Beitritt der Sowjetunion zur olympischen Bewegung. Als er laut Guttmann „die Wahl zwischen seiner Feindschaft zum Kommunismus und seinem Einsatz für die Universalität der olympischen Ideale hatte, entschied er sich für Letzteres. Er wollte die Russen dabeihaben, seien sie nun Kommunisten oder nicht.“
Während des Zweiten Weltkriegs schrieb Brundage an andere IOC-Mitglieder, er habe nichts gegen eine sowjetische Beteiligung im internationalen Sport, mit Vertretung im IOC, falls die Sowjetunion den internationalen Sportverbänden beitrete. Das IOC verlangte, ein NOK müsse regierungsunabhängig sein; es gab Bedenken, dies könnte im Falle des sowjetischen NOK nicht der Fall sein. Probleme dieser Art waren nicht auf kommunistische Staaten beschränkt: Mehrere lateinamerikanische Länder hatten damit begonnen, ihre NOKs in die politischen Strukturen zu integrieren. Brundage zeigte sich besorgt über diese Vermischung von Sport und Politik.
Ab 1946 trat die Sowjetunion internationalen Sportverbänden bei, ihr NOK erhielt 1951 die Anerkennung des IOC und 1952 nahmen die ersten Athleten teil. Da wenige sowjetische Sportfunktionäre international bekannt waren, blieb dem IOC nichts anderes übrig, als die von der Regierung Nominierten zu akzeptieren, wenn es sowjetische IOC-Mitglieder wollte. Die sowjetischen Mitglieder waren loyal zu ihrem Land und den kommunistischen Idealen. Rasch erlangten sie die Kontrolle über andere Mitglieder aus Ostblockstaaten, die in Übereinstimmung mit den sowjetischen Mitgliedern abstimmten. 1954 besuchte Brundage das Land – auf Einladung, aber auch auf eigene Kosten. Er meinte, das Sportausbildungsprogramm des Landes schaffe „die größte Armee von Athleten, die die Welt jemals gesehen hat“, und warnte, die Amerikaner seien im Vergleich dazu verweichlicht und ungeeignet (was er in den 1950er Jahren oft wiederholte). Der Turnunterricht und der Wettkampfsport, insbesondere als Kriegsvorbereitung, wurden seiner Meinung nach in der Sowjetunion begeisterter angenommen als in den USA. David Maraniss äußerte in seinem Buch über die Sommerspiele 1960, Brundages Bewunderung für das Sportprogramm der Sowjetunion sei in gewisser Weise jener ähnlich gewesen, die er zwei Jahrzehnte zuvor für das nationalsozialistische Deutschland gezeigt hatte.
Ebenfalls 1954 schrieb Brundage in einem Artikel für die Wochenzeitschrift Saturday Evening Post, er habe sowjetische Funktionäre mit Informationen von Überläufern konfrontiert, wonach die Sowjetunion ganzjährige Trainingslager unterhalte und den Athleten materielle Anreize für Erfolge gebe. Er wiederholte auch die Antwort der Sowjets, welche die Integrität der Überläufer in Frage stellten: „Diese Männer sind Deserteure, Verräter. Würden Sie ihren Aussagen Glauben schenken, wenn sie Amerikaner wären und sich gegen Ihr Land gestellt hätten?“ Da Brundage die Antwort nicht kommentierte, gab es einen Aufruhr in der Presse, die ihm vorwarf, von den Sowjets hinters Licht geführt worden zu sein.

#### China und Taiwan
Die Republik China war 1924 der olympischen Bewegung beigetreten. Sie nahm an den Sommerspielen 1932 in Los Angeles teil, ebenso 1936 in Berlin und 1948 in London. Als die Kommunisten im Chinesischen Bürgerkrieg siegten und 1949 die Volksrepublik China gründeten, flohen die meisten Mitglieder des chinesischen NOK auf die Insel Taiwan. Somit gab es zwei rivalisierende NOKs, die beide darauf bestanden, ganz China zu vertreten.
Die Auseinandersetzung spitzte sich 1952 zu, als das NOK der Volksrepublik, die sich als Fortsetzung des 1924 gegründeten NOKs verstand, den Wunsch äußerte, an den Sommerspielen in Helsinki teilzunehmen. Die Taiwaner wollten ebenfalls ein Team entsenden, was im Widerspruch zu den IOC-Regeln stand, wonach ein Land nur von einem NOK vertreten werden dürfe. Beide Gruppierungen waren nicht gewillt, miteinander zu verhandeln oder ein gemeinsames Team zu entsenden. Nach reiflicher Überlegung entschied das IOC, beide Komitees könnten Athleten für eine bestimmte Sportart entsenden, wenn die Komitees vom entsprechenden internationalen Sportverband anerkannt waren. Aus Protest zog sich die Republik China auf Taiwan von den Spielen zurück. Die Volksrepublik entsandte eine Mannschaft nach Helsinki, die aber erst zehn Tage nach Beginn der Spiele dort eintraf. Brundage, zu diesem Zeitpunkt designierter Präsident, sprach sich gegen die Teilnahme von Athleten der Volksrepublik vor der Anerkennung des NOKs aus, wurde aber von seinen Kollegen überstimmt.
1954 erkannte das IOC in einer knappen Abstimmung beide Komitees an und erlaubte somit beiden Staaten die Teilnahme an den Sommerspielen in Melbourne. Anfangs stimmte nur das NOK der Volksrepublik zu; als jedoch das taiwanische NOK seine Meinung änderte und beschloss, ein Team zu den Spielen zu entsenden, zogen sich die Festlandchinesen unter Protest zurück. Brundage äußerte bezüglich der Teilnahme der Volksrepublik und der Einmischung der Politik ähnliche Bedenken wie bei der Sowjetunion, sah aber ein, dass das IOC nichts ausrichten könne, solange keine gegenteiligen Beweise vorlagen. Er war frustriert über die andauernde Kontroverse und betrachtete die Plänkelei als Ablenkung vom eigentlichen Ziel, der Weiterentwicklung der olympischen Bewegung.
Als weitere Bestrebungen zum Ausschluss der Taiwaner fehlschlugen, zog sich die Volksrepublik 1958 aus dem IOC zurück. Im folgenden Jahr beschloss das IOC, Taiwan dürfe nicht unter der Bezeichnung „Olympisches Komitee der Republik China“ antreten, sondern unter einem anderen Namen, der nicht darauf hinwies, dass Taiwan den Sport in China vertrat. Die Presse interpretierte die Entscheidung dahingehend, die Republik China sei aus der olympischen Bewegung ausgeschlossen worden. Der Antikommunist Brundage wurde von der Presse angegriffen, er sei ein Sympathisant der Kommunisten. Trotz gegenteiliger Bemühungen des Außenministeriums der Vereinigten Staaten beschlossen die Taiwaner, an den Spielen in Rom teilzunehmen. Sie hofften, die erste Medaille für China zu gewinnen und mit ihrer Präsenz die Volksrepublik von den Olympischen Spielen fernzuhalten. Die Taiwaner traten unter der früheren portugiesischen Bezeichnung Formosa an und sorgten während der Eröffnungsfeier für Aufsehen, als sie kurz ein Schild mit der Aufschrift „Unter Protest“ zeigten. Yang Chuan-Kwang, der im Zehnkampf die Silbermedaille gewann, durfte bei der Siegerehrung nicht die Flagge der Republik China präsentieren.
Im Verlauf seiner Amtszeit freundete sich Brundage allmählich mit der Position der IOC-Mitglieder aus den Ostblockländern an, dass die Anerkennung der Volksrepublik von größerer Wichtigkeit sei als Taiwan. 1972 wurde die Volksrepublik von den Organisatoren der Sommerspiele in München eingeladen, eine Beobachterdelegation zu entsenden, was sie aufgrund der taiwanischen Präsenz jedoch ablehnte. Erst 1975, drei Jahre nach Brundages Rücktritt, ersuchte die Volksrepublik wieder um die Mitgliedschaft in der olympischen Bewegung. Die Volksrepublik nahm erstmals 1980 an den Winterspielen in Lake Placid teil. Taiwan nahm 1968 und 1972 als Republik China teil, boykottierte aber die Spiele von 1976 und 1980. Seit 1984 nimmt es als „Chinesisch Taipeh“ teil.

#### Südafrika und Rhodesien
Ende der 1950er Jahre gab es erstmals Bestrebungen, Südafrika wegen der Apartheid-Politik aus dem internationalen Sport auszuschließen. 1956 waren Gesetze erlassen worden, die getrennte Sportanlässe für Weiße und Nichtweiße vorsahen; den Nichtweißen standen generell die schlechteren Anlagen zur Verfügung. Brundage lehnte zunächst jegliches Handeln ab. Im Vorfeld der Sommerspiele 1960 überschlugen sich in Südafrika die Ereignisse mit dem Massaker von Sharpeville und der Niederschlagung des African National Congress (ANC). Aktivisten versuchten Brundage davon zu überzeugen, Südafrika von den Spielen auszuschließen. Er nahm zunächst die südafrikanischen Sportfunktionäre beim Wort, dass alle Bürger die Möglichkeit besäßen, sich für das Olympiateam zu qualifizieren, und dass nichtweiße Südafrikaner einfach nicht gut genug seien.
Die Unterstützung eines Boykotts verstärkte sich mit der großen Zahl unabhängig gewordener afrikanischer Staaten. Um zu verhindern, dass die neuen Staaten die internationalen Sportverbände überwältigten, schlug Brundage die Einführung gewichteter Wahlsysteme vor, die den bisherigen Mitgliedsländern einen überproportionalen Einfluss garantierten; einige Sportverbände setzten diesen Vorschlag um. Nachdem die FIFA Südafrika 1962 suspendiert hatte, gelangte Brundage zu der Einsicht, dass die rassistische Politik Südafrikas mit den Idealen der olympischen Bewegung unvereinbar war. Bei der IOC-Session 1963 in Baden-Baden (von Nairobi dorthin verlegt, nachdem Kenia sich geweigert hatte, südafrikanischen Vertretern Visa auszustellen) beschloss das Gremium, Südafrika zu suspendieren – es sei denn, das südafrikanische NOK und die Regierung würden nicht diskriminierende Regeln für die Selektion von Athleten anwenden. Nichts dergleichen geschah, sodass Südafrika 1964 nicht teilnahm. 1968 luden Brundage und das IOC ein (angeblich gemischtrassiges) südafrikanisches Team nach Mexiko-Stadt ein. Sie zogen aber die Einladung angesichts von Boykottdrohungen und Beweisen der Nichteinhaltung der Regeln wieder zurück.
Anlässlich der Session in Amsterdam beschloss das IOC 1971, dem südafrikanischen NOK die Anerkennung zu entziehen. Brundage hatte gehofft, Südafrika in der olympischen Bewegung halten zu können. Er nahm aber an, dass jene, die für den Ausschluss eintraten, bessere Argumente hatten. Südafrika nahm erst wieder an den Sommerspielen 1992 in Barcelona teil, nachdem der ANC wieder zugelassen worden war und das baldige Ende der Apartheid absehbar war.
Ein ähnliches Problem bestand mit Rhodesien, der britischen Kolonie, die sich 1965 einseitig für unabhängig erklärt hatte. Rhodesien hatte eine weiße Minderheitsregierung und verfolgte eine ähnlich rassistische Politik wie Südafrika. Im Mai 1968 verurteilte der Sicherheitsrat der Vereinten Nationen die rhodesische Regierung und forderte die Staaten auf, rhodesische Pässe nicht anzuerkennen. Die Regierung Mexikos, Gastgeber der Sommerspiele dieses Jahres, kam dieser Aufforderung nach. Das IOC war zunächst davon überzeugt, Sportanlagen in der abtrünnigen Kolonie stünden trotz der Politik der Regierung allen zur Verfügung. Dem nominierten 16-köpfigen Team gehörten auch zwei schwarze Athleten an. Brundage befürwortete deshalb die Teilnahme Rhodesiens, wurde aber vom IOC überstimmt. Douglas Downing, Vorsitzender des rhodesischen NOK, sagte, dass Brundages Stimme „in einer Wildnis der Boshaftigkeit schreit“. Vier Jahre später erlaubte das IOC den Rhodesiern die Teilnahme als britische Untertanen, was sie gemäß internationalem Recht noch immer waren. Afrikanische Staaten drohten erneut mit einem Boykott, sollten die Rhodesier teilnehmen dürfen. Bei der Session in München kurz vor den Sommerspielen 1972 beschloss das IOC mit knapper Mehrheit, die Rhodesier auszuschließen. Brundage war wütend über diesen Beschluss und glaubte, das IOC habe sich einer Erpressung gebeugt. 1974 fand das IOC Beweise, dass Sportanlagen in Rhodesien nach Hautfarben getrennt waren, und entzog dem rhodesischen NOK daraufhin die Anerkennung. Nach dem Ende des rhodesischen Staates nahm das Land ab 1980 als Simbabwe wieder an Olympischen Spielen teil.

### Verbandspolitik und Herausforderer

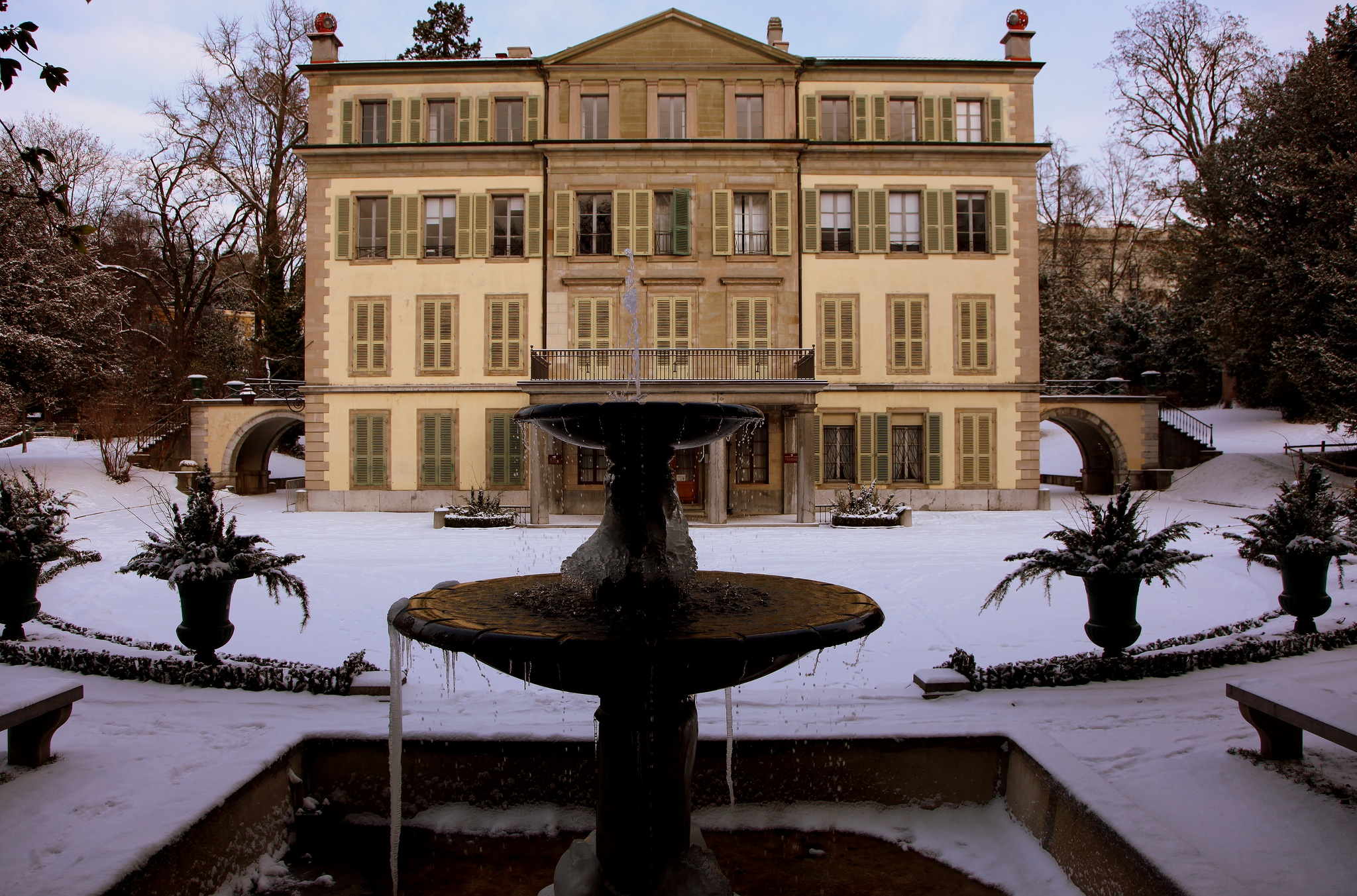
Mon Repos, Sitz des IOC bis 1968

Brundage arbeitete unentgeltlich als IOC-Präsident und verzichtete auch auf Spesenentschädigungen. Für seine Tätigkeit bezahlte er jährlich bis zu 50.000 Dollar selbst. 1960 hatte das IOC fast kein Vermögen. Brundage und das IOC hatten bereits 1956 das Potenzial von Fernsehübertragungsrechten in Erwägung gezogen, die Sache aber vorerst nicht weiterverfolgt. Dies führte dazu, dass die Übertragungsrechte der Sommerspiele 1960 dem Römer Organisationskomitee gehörten und das IOC lediglich 5 % der Einnahmen von 60.000 Dollar erhielt. Abrechnungen des Organisationskomitees zeigten, dass die Spiele ein Verlustgeschäft waren. Das IOC hatte einen Teil des fälligen Gewinns erhalten und hatte kein Geld, um Sportverbände, die einen Anteil an den Einnahmen forderten, zu entschädigen. In späteren Jahren entwickelte sich der Verkauf von Übertragungsrechten zu einer bedeutenden Einnahmequelle des IOC. 1968 konnten 10 Millionen Dollar eingenommen werden, 2004 sogar 1,2 Milliarden. Brundage war über die steigenden Einnahmen besorgt und warnte 1967 die IOC-Mitglieder: „Sobald wir mit Geld umgehen, und sei es nur, um es zu verteilen, wird es Ärger geben …“
Vertreter von NOKs hatten sich gelegentlich mit Brundage und auch mit der IOC-Geschäftsleitung getroffen, doch viele waren der Meinung, dass Brundage auf die von ihnen vorgebrachten Bedenken nicht reagiere. In den frühen 1960er Jahren versuchten viele NOKs, angeführt vom italienischen IOC-Mitglied Giulio Onesti, Brundage und das IOC zu umgehen, indem sie eine ständige Generalversammlung der NOKs (Permanent General Assembly of National Olympic Committees, kurz PGA-NOC) bildeten. Brundage lehnte die Organisation entschieden ab und das IOC verweigerte ihr die Anerkennung. Ab 1965 forderte die PGA-NOC einen Anteil an den Fernseheinnahmen; sie wünschte auch, dass die Sportverbände und nicht das IOC die Regeln des Amateurismus bestimmten.

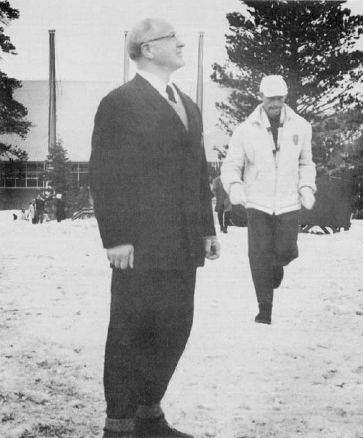
Brundage besichtigt die olympischen Anlagen in Squaw Valley (1960)

1952 war Brundage ursprünglich für eine achtjährige Amtszeit gewählt worden. 1960 wurde er einstimmig für weitere vier Jahre wiedergewählt. Trotz Gerüchten, dass Lord Exeter gegen ihn antreten würde, war er es, der Brundage nominierte. 1964 wurde bekanntgegeben, dass Brundage einstimmig für weitere vier Jahre gewählt worden sei, doch Guttmann bemerkt dazu, dass er nur knapp eine Herausforderung durch Lord Exeter habe abwenden können. Einige IOC-Mitglieder versuchten 1968, Brundage abzusetzen, da sie ihn für engstirnig oder für zu alt hielten, um die Organisation wirksam führen zu können. Dennoch wurde er bei der IOC-Session in Mexiko-Stadt mit großer Mehrheit wiedergewählt; er versprach aber, 1972 zurückzutreten. Michael Morris, 3. Baron Killanin wurde zum 1. Vizepräsidenten gewählt. Der Ire, den viele als möglichen Nachfolger von Brundage sahen, zeigte mehr Verständnis für die Anliegen der NOKs und nahm an den Sitzungen der PGA-NOC teil. Brundage erkannte die PGA-NOC weiterhin nicht an, setzte aber gemeinsame Komitees ein, die sich mit den Anliegen der NOKs befassten. Während seiner restlichen Amtszeit blieb die PGA-NOC eine bedeutende Kraft. Laut Guttmann erzielte Brundage „weniger als einen totalen Sieg und Onesti erlitt alles andere als eine komplette Niederlage. Das IOC war für die Nationalen Olympischen Komitees und ihre Interessen bedeutend attraktiver geworden, und das ist es, was Onesti von vornherein gefordert hatte.“
Wenn Brundage in Chicago oder in Kalifornien zuhause war, wurden die alltäglichen Geschäfte des IOC im Hauptsitz, der Villa Mon Repos in Lausanne, von IOC-Kanzler Otto Meyer erledigt. Brundage hielt Meyer allmählich für zu ungestüm; er entließ ihn 1964 und löste auch die Dienststelle auf. Für die letzten Jahre seiner Amtszeit beförderte er Monique Berlioux zur IOC-Direktorin und war offenbar mit ihrer Arbeit zufrieden. Mon Repos, das frühere Wohnhaus des IOC-Gründers Pierre de Coubertin, erwies sich als zu beengt für das IOC, da die Räume mit Coubertins Witwe geteilt werden mussten. 1968 bezog das IOC einen neuen Hauptsitz in Lausanne, das Château de Vidy.

### Politische Kundgebung in Mexiko-Stadt
Das politische Klima in den USA war 1968 unruhig, mit Rassenunruhen und dem Attentat auf den führenden Bürgerrechtler Martin Luther King. Vor den Sommerspielen, die im Oktober in Mexiko-Stadt stattfanden, hatten verschiedene afroamerikanische Aktivisten zu einem Boykott aufgerufen. Sie stießen jedoch bei den Athleten auf wenig Begeisterung, da sie nicht die jahrelangen Vorbereitungen zunichtemachen wollten. Die Stimmung wurde durch das Massaker von Tlatelolco, das mehrere Dutzend Todesopfer forderte, zusätzlich angeheizt.
Zwischen schwarzen und weißen US-Athleten kam es verschiedentlich zu rassistisch bedingten Spannungen. Tommie Smith, ein afroamerikanischer Sprinter, sagte zu Journalisten: „Ich will nicht, dass Brundage mir irgendeine Medaille überreicht.“ Am folgenden Tag siegte er im 200-Meter-Lauf, während John Carlos, ein weiterer Afroamerikaner, die Bronzemedaille gewann. Nachdem die beiden von Lord Exeter ihre Medaillen erhalten hatten, senkten sie beim Erklingen der Nationalhymne die Köpfe und erhoben jeweils eine Faust, die mit einem schwarzen Handschuh bekleidet war. Auf Druck des IOC suspendierte das USOC sie vom Team und wies sie später aus dem olympischen Dorf. Zu diesem Vorfall meinte Brundage: „Verzerrte Geisteshaltungen und gescheiterte Charaktere scheinen überall zu sein und unmöglich zu eliminieren.“ Im offiziellen Bericht des USOC fehlte das berühmt gewordene Foto von Smith und Carlos mit ihren erhobenen Fäusten. Der offizielle Film des lokalen Organisationskomitees zeigte indessen die umstrittene Szene. Brundage, der den Vorfall als „üble Demonstration gegen die amerikanische Flagge durch Neger“ bezeichnete, versuchte vergeblich, die Szene entfernen zu lassen.

### München 1972
Bei derselben IOC-Session im August 1972 in München, bei der Rhodesien ausgeschlossen wurde, wählte das IOC Lord Killanin zum Nachfolger von Brundage, wobei die Amtsübergabe nach den Spielen erfolgen sollte. Brundage gab eine leere Stimme ab, da er den Iren als intellektuelles Leichtgewicht betrachtete, das nicht die Charakterstärke besitze, um die olympische Bewegung zusammenzuhalten.
Brundage hoffte, die Spiele in München würden seine Niederlage in der Rhodesien-Frage abschwächen. München war eine seiner Lieblingsstädte und die „heiteren Spiele“ waren darauf ausgelegt, die Erinnerung an Berlin 1936 in den Hintergrund treten zu lassen. Am frühen Morgen des 5. September 1972 betraten palästinensische Terroristen der Organisation Schwarzer September das olympische Dorf und nahmen elf israelische Athleten als Geiseln. Sie verlangten die Freilassung hunderter Palästinenser in israelischer Gefangenschaft. Sobald Brundage informiert worden war, eilte er ins olympische Dorf, wo er den ganzen Tag mit deutschen und bayerischen Behörden Rücksprache hielt. Laut Guttmann spielte er eine bescheidene Rolle in den Diskussionen. Zwei Hubschrauber des Bundesgrenzschutzes transportierten Geiseln und Geiselnehmer zum Fliegerhorst Fürstenfeldbruck. Eine Befreiungsaktion misslang und führte zum Tod von neun Geiseln (zwei waren schon vorher ermordet worden), fünf Terroristen und eines Polizisten.
Noch vor dem Befreiungsversuch begannen IOC-Mitglieder, die Lage zu beratschlagen. Killanin und andere Offizielle waren in Kiel bei den Segelwettbewerben gewesen und eilten nach München. Kurz vor 16 Uhr sagte Brundage die restlichen Wettbewerbe des Tages ab und kündigte für den nächsten Morgen eine Gedenkfeier zu Ehren jener an, die bereits getötet worden waren. Zahlreiche IOC-Mitglieder standen Brundages Beteiligung bei den Diskussionen mit den Behörden kritisch gegenüber. Sie waren der Meinung, die Angelegenheit hätte den Behörden und dem lokalen Organisationskomitee überlassen werden sollen. Doch alle unterstützten die Gedenkfeier, die am 6. September im Olympiastadion stattfand. Vor dem Publikum im Stadion und vor Millionen von Fernsehzuschauern sagte Brundage in seiner Rede:

„Alle zivilisierten Menschen verurteilen den verbrecherischen Überfall von Terroristen im friedlichen olympischen Bereich. Wir beklagen unsere israelischen Freunde, die Opfer dieses brutalen Angriffs. Es ist eine traurige Tatsache, dass in unserer unvollkommenen Welt, je größer und bedeutender die Olympischen Spiele werden, sie umso mehr unter wirtschaftlichem, politischem und jetzt auch kriminellem Druck stehen. Die Spiele der XX. Olympiade sind das Ziel von zwei grausamen Angriffen gewesen, denn wir haben im Falle Rhodesien den Kampf gegen politische Erpressung verloren. Wir verfügen nur über die Kraft eines großen Ideals. Ich bin überzeugt, dass die Weltöffentlichkeit mit mir einer Meinung ist, dass wir es nicht zulassen können, dass eine Handvoll Terroristen diesen Kern internationaler Zusammenarbeit und guten Willens zerstört, den die Olympischen Spiele darstellen. Die Spiele müssen weitergehen und wir müssen in unseren Bemühungen fortfahren, sie rein und ehrlich zu erhalten und zu versuchen, die sportliche Haltung der Athleten in andere Bereiche zu tragen. Wir erklären hiermit den heutigen Tag zum Tag der Trauer und werden alle Veranstaltungen einen Tag später als ursprünglich geplant fortsetzen.“

Das Publikum im Stadion reagierte auf Brundages Erklärung mit lautem Applaus: Laut Stars and Stripes nahm „Brundages Erklärung, dass die Spiele weitergehen müssen, viel von der schweren Düsterkeit weg, die München seit Dienstagmorgen [5. September] durchdrungen hatte“. Bei seinem eigenen Rücktritt als IOC-Präsident sagte Killanin: „Ich glaube, dass Brundage recht hatte weiterzumachen und dass seine hartnäckige Entschlossenheit die olympische Bewegung wieder einmal gerettet hatte.“ Er fügte hinzu, dass die Erwähnung der Rhodesien-Frage zwar nicht unangemessen gewesen, aber bei anderer Gelegenheit angebrachter gewesen sei. Laut dem späteren IOC-Vizepräsidenten Richard Pound wurde die Einfügung der Rhodesien-Frage in die Rede „allgemein verurteilt, und Brundage trat unter einer Wolke der Kritik ab, die gewissermaßen ein ganzes Leben gutgemeinter Arbeit in der olympischen Bewegung unterminierte“. In der Folge veröffentlichte Brundage eine Erklärung. Er betonte, er habe nicht implizieren wollen, dass die Entscheidung zum Ausschluss der Rhodesier, die „eine reine Frage des Sports“ gewesen sei, vergleichbar sei mit der Ermordung der Israelis. Die Entscheidung zur Fortsetzung der Spiele kam laut dem Historiker Alfred Senn „bei vielen Beobachtern schlecht an“. Red Smith, Sportjournalist der New York Times, war einer der Kritiker:

„Einige glaubten, dass man dieses Mal bestimmt die Sandgrube abdecken und die Startblöcke beiseitelegen würde. Aber nein. ‚Die Spiele müssen weitergehen‘, sagte Brundage und 80.000 Zuschauer brachen in Applaus aus. Der Anlass war die gestrige Gedenkfeier für elf Mitglieder der israelischen Olympiadelegation, die von palästinensischen Terroristen ermordet wurden. Es war mehr wie eine Motivationsveranstaltung.“

## Rückzug und Tod
Nach den Sommerspielen 1972 trat Brundage als IOC-Präsident zurück. Berichte über seinen Geisteszustand im Ruhestand sind unterschiedlich. IOC-Direktorin Berlioux berichtete, dass Brundage gelegentlich ins Château de Vidy kam, um Anrufe entgegenzunehmen oder Korrespondenz zu lesen und dabei auf Killanins Hilfe zu warten. Brundage rief Berlioux manchmal von Genf aus an und bat sie dorthin zu gehen; die beiden spazierten dann stundenlang durch die Straßen, ohne viele Worte zu wechseln. Frederick Ruegsegger, sein langjähriges „Mädchen für alles“, beschrieb einen veränderten, ruhigen Brundage, den er mit einem abgedankten japanischen Kaiser verglich.
Im Januar 1974 unterzog sich Brundage einer Operation wegen eines grauen Stars und eines Glaukoms. Die notwendigen Vorkehrungen hatte zunächst sein Protégé, das spanische IOC-Mitglied Juan Antonio Samaranch, getroffen. Im letzten Moment widerrief Brundage die Pläne und entschied, sich in München operieren zu lassen, nahe seinem Haus, das er in Garmisch-Partenkirchen erworben hatte. Nach anderthalb Monaten wurde er aus dem Krankenhaus entlassen. Darüber, ob die Operation erfolgreich war, gibt es unterschiedliche Ansichten. Seine zweite Ehefrau bestätigte dies, während Ruegsegger ihr widersprach. Gebrechlich geworden, unternahm Brundage als 87-Jähriger eine letzte Reise in den Fernen Osten. Trotz der Anstrengungen, die in seinem Auftrag unternommen worden waren, erhielt er keine Einladung in die Volksrepublik China. Im Mai 1975 ließ er sich mit einer Grippe und einem heftigen Husten in das Krankenhaus von Garmisch-Partenkirchen einweisen. Dort starb er am 8. Mai 1975 an Herzversagen.
Brundage bedachte in seinem Testament seine zweite Ehefrau und Ruegsegger, hinzu kamen mehrere Legate für wohltätige Zwecke. Seine Dokumente und Erinnerungsstücke hinterließ er der University of Illinois. Er hatte ihr bereits zuvor 350.000 Dollar gegeben, zur Finanzierung von Stipendien für an Sport interessierte Studenten, die kein eigentliches Sportstipendium erhalten.

## Privat- und Geschäftsleben

### Beziehungen
Als Brundage 40 Jahre alt war, heiratete er 1927 Elisabeth Dunlap (1890–1971), die Tochter eines Bankiers aus Chicago. Sie war eine ausgebildete Sopranistin – ein Talent, das sie Besuchern im Haus der Brundages unter Beweis stellte. Sie war sehr an klassischer Musik interessiert. Brundage selbst teilte dieses Interesse wohl nicht vollumfänglich. Über eine Vorstellung von Richard Wagners Oper Die Walküre sagte er: „Sie begann um 19 Uhr; um 22 Uhr schaute ich auf meine Uhr und sie zeigte exakt 20 Uhr an.“
Brundage heiratete im Juni 1973 Prinzessin Marianne Charlotte Katharina Stefanie Reuß, die Tochter von Prinz Heinrich XXXVII. Sie war während der Spiele von München als Referentin in der Protokollabteilung des Nationalen Olympischen Komitees tätig und gab an, sie habe Brundage bereits 1955 kennengelernt (damals war sie 19 Jahre alt). Als Brundage von Reportern auf den großen Altersunterschied von 48 Jahren angesprochen wurde, antwortete er, er sei jung für sein Alter und sie sei reif für ihres. Frederick Ruegsegger lehnte es ab, sein Trauzeuge zu sein, und berichtete nach Brundages Tod, das Paar habe einen großen Teil seines Vermögens verschwendet. Guttmann bemerkt jedoch dazu, dass darunter auch Immobilienkäufe waren, die man durchaus als Investitionen betrachten konnte.
Mit keiner seiner beiden Ehefrauen hatte Brundage Kinder. Während seiner ersten Ehe gebar jedoch seine finnische Geliebte Lilian Dresden zwei Söhne. Diese Affäre war nur eine von vielen. Die Kinder kamen 1951 und 1952 zur Welt, genau zu der Zeit, als Brundage aussichtsreicher Kandidat für die IOC-Präsidentschaft war. Zwar erkannte er die Vaterschaft im Privaten an, unternahm aber alles, um die Existenz der Kinder geheim zu halten. Er befürchtete, die Wahrheit über seine außerehelichen Beziehungen würde seine Wahlchancen zunichtemachen. Unter anderem verlangte er, dass sein Name nicht auf den Geburtsurkunden erschien. Brundage besuchte in den 1950er Jahren ab und zu seine beiden Söhne; in den 1960er Jahren beschränkte er sich auf Telefonanrufe, in seinen letzten Lebensjahren brach der Kontakt ganz ab. Er richtete einen Treuhandfonds für die Ausbildung der Söhne ein; da sie aber in seinem Testament nicht erwähnt worden waren, reichten sie eine Klage ein und erhielten eine kleine Abfindung.

### Bauunternehmer
Die Avery Brundage Company wurde 1915 gegründet, wobei kriegswichtige Aufträge der Regierung zunächst einen großen Teil der Einnahmen ausmachten. Brundage bewarb sich um einen Auftrag des Vermessungskorps der Armee, wurde aber abgelehnt. Nach dem Krieg war er Mitglied der Construction Division Association, bestehend aus Personen, die Anlagen für die Armee errichtet hatten; von 1926 bis 1928 stand er dieser Organisation als Präsident vor.
In den 1920er Jahren war Brundages Unternehmen beim Bau von Wohnhochhäusern in Chicago sehr aktiv. Er wandte schnelle Baumethoden an, was es den Kunden erlaubte, mit ihren Investitionen rasch Einkommen zu erzielen. Die Avery Brundage Company war oft an der Eigentümerschaft der Wohnungen beteiligt. 3800 Sheridan Road, ein 1927 für 3.180.000 Dollar erbautes 17-stöckiges Gebäude, war beispielsweise im Besitz eines Unternehmens, dessen Präsident und Schatzmeister Chester Brundage, Averys jüngerer Bruder, war. Der Einsatz von Betonmischanlagen auf der Baustelle trug wesentlich zur Verringerung der Bauzeit bei. Eine weitere Einnahmequelle war der Bau von Hotels, für die Brundage oft zum Teil mit Aktien der neuen Einrichtung bezahlt wurde. Ein Präsident eines auf Großbauten spezialisierten Ingenieurbüros nannte Brundages Methoden beim Bau des Shoreham Hotel „fortschrittlich, flott [und] auf dem neuesten Stand“ sowie „aufrichtig und ehrlich“.
1923 baute Brundage an der South Side von Chicago ein riesiges Montagewerk für die Ford Motor Company. Mit Kosten von 4 Millionen Dollar, einer Bauzeit von zehn Monaten und einer Fläche von 6,5 Hektar unter einem Dach war es das größte von seinem Unternehmen errichtete Industriegebäude. Es konnte in den 1920er Jahren die nationale Nachfrage nach Autos des Typs Ford Modell T decken und ist heute noch in Betrieb, womit es das älteste kontinuierlich genutzte Montagewerk der USA ist. Entgegen späterer Aussagen von Brundage, wonach er öffentliche Aufträge wegen der Korruption gemieden habe, baute er den Viadukt in der 23rd Street; das zwei Millionen Dollar teure Projekt war mit Landgewinnung im Michigansee verbunden. Um 1925 hatte die Avery Brundage Company den Ruf, schnell, innovativ und qualitätsbewusst zu sein; wöchentlich wurden Löhne in der Höhe von 50.000 Dollar ausbezahlt.
Der Beginn der Weltwirtschaftskrise im Jahr 1929 war für Brundage ein bedeutender Rückschlag, doch er konnte seinen Reichtum durch Immobilieninvestitionen wiederherstellen. Er akzeptierte auch Kapitalbeteiligungen an von ihm errichteten Gebäuden, falls die Besitzer ihn nicht bezahlen konnten. Später sagte er, man müsse „kein Zauberer sein, um Aktien und Anleihen notleidender Unternehmen zum Bruchteil des Wertes zu kaufen und dann zu warten. Ich hatte einfach ein wenig Glück.“ Laut dem Historiker und Archivar Maynard Brichford kam Brundage „mit einem beachtlichen jährlichen Einkommen, einem guten Ruf und hervorragenden Investitionen aus den Jahren der Depression heraus“. 1960 wurde Brundages Vermögen auf 25 Millionen Dollar geschätzt. Brundage sicherte sich durch seine guten Kontakte zur deutschen Reichsregierung einen wesentlichen Teil des Bauauftrages am Neubau der deutschen Botschaft in Washington. Durch den Eintritt der USA in den Weltkrieg kam der Auftrag jedoch nicht zustande.

### Kunstsammler und Mäzen

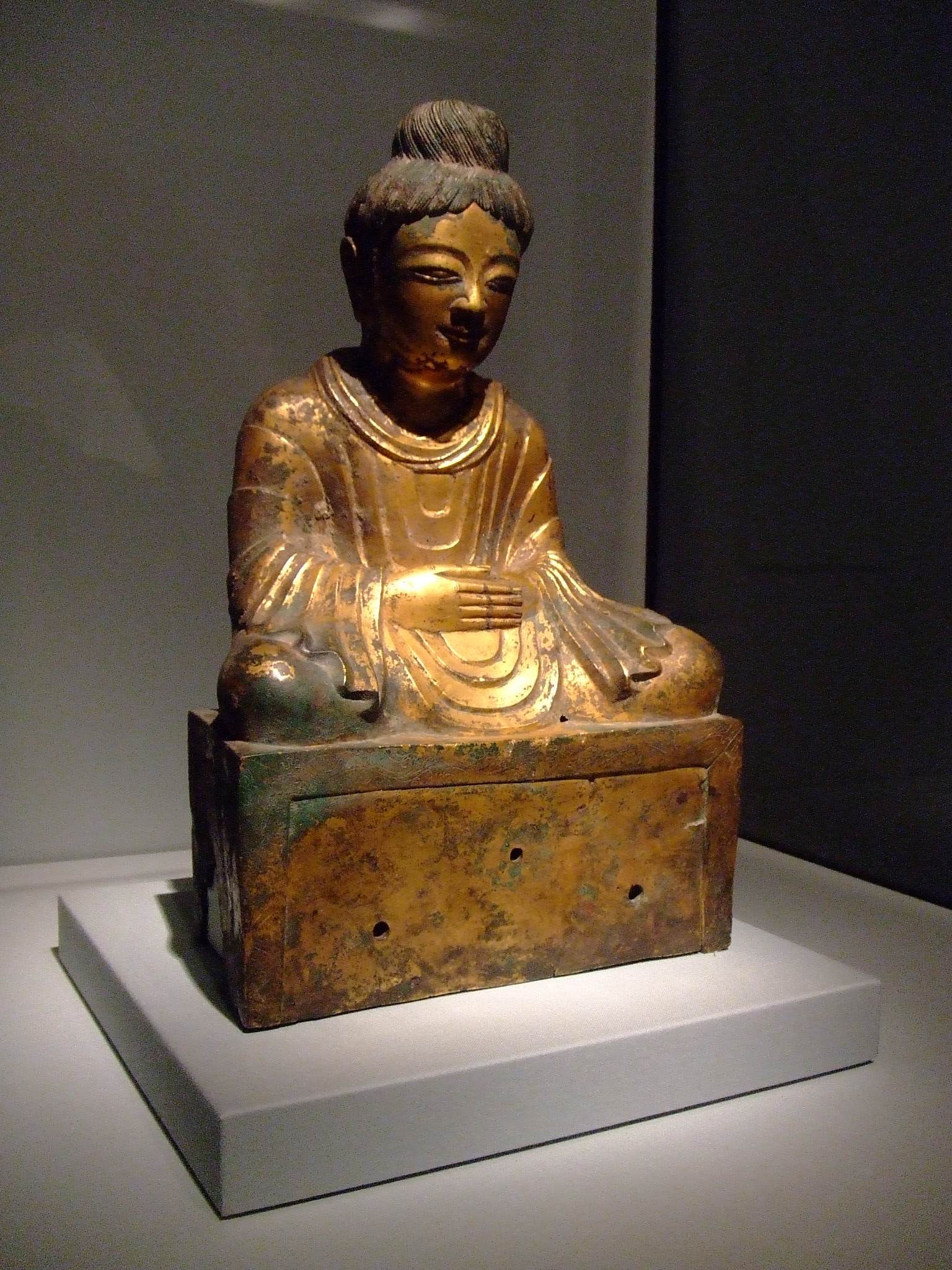
Chinesische Buddhastatue aus dem 4. Jahrhundert; das älteste bekannte Kunstwerk in Brundages Sammlung, heute im Asian Art Museum in San Francisco

Brundages Interesse an asiatischer Kunst rührte von einer Ausstellung chinesischer Kunst in der Royal Academy of Arts in London her, die er zu Beginn des Jahres 1936 besucht hatte. Er sagte über die Erfahrung: „Wir [er und seine Ehefrau Elisabeth] verbrachten eine Woche in der Ausstellung und ich verließ sie derart von ihr fasziniert, dass ich seither pleite war.“ Mit dem aktiven Sammeln begann er erst nach einer zweiwöchigen gemeinsamen Reise in Japan im April 1939, wo sie Yokohama, Kyōto, Osaka, Nara und Nikkō besuchten. Es folgten Besuche in Shanghai und Hongkong, doch wegen des Chinesisch-Japanischen Krieges mussten sie die Reise abbrechen. Diese Enttäuschung während seiner einzigen Reise auf das chinesische Festland ärgerte ihn ein ganzes Leben lang.
Bei seiner Rückkehr von der IOC-Session in London in die USA im Juni 1939 machte sich Brundage systematisch daran, ein bedeutender Sammler asiatischer Kunst zu werden. Die schwierige Lage bewog wohlhabende Chinesen dazu, Familienerbstücke zu verkaufen. Die Preise waren tief, sodass die Gelegenheit zum Sammeln günstig war. Er kaufte zahlreiche Bücher über asiatische Kunst und sagte in einem Interview, dass „eine bedeutende Bibliothek ein unentbehrliches Werkzeug“ sei. Nach dem Eintritt der Vereinigten Staaten in den Zweiten Weltkrieg wurden Besitztümer japanischer Händler in den USA beschlagnahmt; Brundage konnte die besten Objekte erwerben. Händler fanden heraus, dass er gewillt war, Geld auszugeben, jedoch sachkundig und ein hartnäckiger Feilscher war. Brundage wurde selten durch Fälschungen getäuscht; er ließ sich nicht durch die wenigen abschrecken, die er tatsächlich erwarb, da diese selbst oft tausend Jahre alt waren. Seine Sammlung galt als eine der größten und wichtigsten in privater Hand in den USA.
Brundage engagierte den französischen Wissenschaftler René-Yvon Lefebvre d’Argencé, der damals an der University of California lehrte, als Vollzeit-Kurator und Berater bei Käufen. Beide vereinbarten, dass kein Objekt ohne die Zustimmung des anderen gekauft werden würde. Sie bauten eine Sammlung von Jade-Objekten auf, die von der Jungsteinzeit bis zur modernen Ära reichte; hinzu kamen hunderte chinesischer, japanischer und koreanischer Bronzefiguren, überwiegend Buddhas und Bodhisattvas. Der Maler, den Brundage am meisten bewunderte, war Song Huizong, ein Kaiser der Song-Dynastie im 12. Jahrhundert; Brundage gelang es nie, eines seiner Werke zu erwerben. Verschiedene Male kaufte er Objekte, die aus dem Herkunftsland geschmuggelt worden waren, um sie dorthin zurückzubringen. Wenn Brundage ein Objekt verkaufte, dann hauptsächlich darum, weil er künstlerisch keinen Gefallen mehr daran fand, selten um Gewinn zu machen. Ein 1954 für ihn erstellter Jahresabschluss bezifferte den Wert seiner Sammlung auf über eine Million Dollar. In einem Artikel für den New Yorker schrieb Robert Shaplen 1960, Brundage habe während seiner Reisen als IOC-Präsident stets Zeit gefunden, um Kunsthändler zu besuchen; den Wert der Sammlung schätzte er auf 15 Millionen Dollar.
Ende der 1950er Jahre war Brundage zunehmend besorgt darüber, was er mit seiner Sammlung anstellen solle. Seine Häuser in Chicago und in Kalifornien waren derart voll von Kunstwerken, dass wertvolle Objekte in Schuhschachteln unter Betten lagerten. 1959 willigte er ein, einen Teil der Sammlung der Stadt San Francisco zu schenken. Im darauf folgenden Jahr wurde in einer Volksabstimmung die Ausgabe einer Anleihe von 2.725.000 Dollar angenommen, um ein Museum für die Sammlung zu errichten. 1966 erfolgte die Eröffnung des Asian Art Museum im Golden Gate Park, das zunächst die Räumlichkeiten mit dem De Young Museum teilte, bis es 2003 ein eigenes Gebäude beim Civic Center bezog. 1969 tätigte Brundage eine weitere bedeutende Schenkung – trotz eines Brandes, der 1964 zahlreiche Objekte in seinem Haus La Piñeta bei Santa Barbara zerstört hatte. Den Rest seiner Sammlung vermachte er im Testament dem Museum. Von den über 18.000 Objekten im Besitz des Museums stammen 7.700 von Brundage.

### Politische Ambitionen
Nach den Olympischen Spielen von 1936 bekam Brundage Appetit auf politische Auseinandersetzungen. Er bewarb sich (erfolglos) um das Amt des Gouverneurs seines Heimatstaates Illinois und war zusammen mit Charles Lindbergh das Aushängeschild des Keep America out of the War-Komitees, das vor allem zwischen 1940 und 1942 aktiv war und eine isolationistische Politik vertrat sowie dafür eintrat, trotz der deutschen Gräuel die USA aus dem Krieg herauszuhalten.

## Vermächtnis
Nach Brundages Tod wiesen Historiker und Journalisten weit häufiger als zu seinen Lebzeiten auf seine antisemitischen und rassistischen Überzeugungen hin. Moshe Zimmermann verglich Brundages Verhalten bei den Olympischen Spielen 1936 mit seinem Verhalten bei den Olympischen Spielen 1972, als er mit der Parole „The Games must go on“ über die Ermordung der israelischen Geiseln hinweggegangen war. Damit habe Brundage gezeigt, dass er „derselbe Sportfunktionär war, der bereits 1936 seinen Antisemitismus und die Bereitschaft, mit Hitler zu kooperieren, zum Vorschein brachte“. Im Mai 2012 bezeichnete ihn der Independent als „uralten IOC-Kaiser, Antisemiten und Nazi-Sympathisanten, der erpicht darauf war, die Spiele von den aufdringlichen Tentakeln der realen Welt abzuschirmen“. Der Orange County Register wies darauf hin, dass Brundages „Rassismus und Antisemitismus gut dokumentiert sind“, und Daily News betonte mit Nachdruck: „Brundage bewunderte Hitler und ließ auf infame Weise zwei jüdische Sprinter aus der 4-mal-100-Meter-Staffel entfernen, weil sie im Falle eines Sieges Hitler noch mehr bloßgestellt hätten.“
Brundages Vermächtnis ist zwiespältig. Zur Frage des Amateurismus wies Maraniss darauf hin, dass Brundage „in einem Schraubstock gefangen“ gewesen sei, zwischen kommunistischen und kapitalistischen Staaten, die unterschiedliche Ziele verfolgten. Staaten beider Systeme seien nicht bereit gewesen, seine Vision des reinen Amateurismus zu akzeptieren und hätten die Regeln beide auf ihre eigene Weise gebrochen. Laut Guttmann sei Brundage in den 1960er Jahren als Kunstsammler womöglich bekannter gewesen als für seine Sportaktivitäten und „es gibt jene, die behaupten, dass er nicht wegen seiner Karriere im Sport in Erinnerung bleiben wird, sondern wegen seiner Jade- und Bronzefiguren“. Richard Pound glaubt, Brundage sei einer der bedeutenden IOC-Präsidenten gewesen, neben Coubertin und Samaranch. Er räumt ein, dass Brundage gegen Ende seiner Amtszeit den Bezug zur Sportwelt verloren habe, hält ihm jedoch zugute, dass er die olympische Bewegung zusammengehalten habe, als sie von vielen Herausforderungen bedrängt war. Gleichzeitig gibt er zu bedenken, dass Brundage womöglich nicht die volle Anerkennung jener erhalten habe, die sich vor allem an seine letzten Amtsjahre und die Ereignisse in München erinnern.
Schließlich meint Senn, Brundage sei zu lange IOC-Präsident geblieben:

„Nach München verließ Brundage die Spiele, die über sein Begriffsvermögen und seine Anpassungsfähigkeit hinausgewachsen waren. Die NOKs und die [internationalen Sportverbände] lehnten sich gegen sein eigenmächtiges Handeln auf; Gewalt war in seinen heiligen Berg eingedrungen und machte alle Anstalten wiederzukehren; trotz all seiner Bemühungen, mit Sport der Welt die Hand auszustrecken, beschuldigte man ihn der Bigotterie sowie der Rassen- und Klassenvorurteile, nicht zu vergessen die Anprangerung, politisch naiv zu sein … Wenige betrauerten seinen Abgang von der olympischen Szene und das Internationale Olympische Komitee wandte sich seinem Nachfolger zu, der, so hofften seine Mitglieder, besser geeignet sei, die neuen Punkte auf der Tagesordnung zu handhaben.“

## Ehrungen
Brundage erhielt Ehrungen verschiedener Länder, nachfolgend die wichtigsten:
- Ritter der Ehrenlegion (Frankreich)
- Olympia-Ehrenzeichen (Deutsches Reich)
- Orden des Heiligen Schatzes 1. Klasse (Japan)
- Orden vom Aztekischen Adler (Mexiko)
- Sankt-Olav-Orden, Komtur mit Stern (Norwegen)
- Großes Verdienstkreuz mit Stern (Bundesrepublik Deutschland)
- Verdienstorden der Italienischen Republik, Großkreuz (Italien)
- Wasaorden 1. Klasse (Schweden)
- Ehrenbürger von Seoul, Tokio und San Francisco
- Nach ihm ist der Brundageplatz im Münchner Olympiapark benannt.